# Rechtspopulismus
Rechtspopulismus ist eine Ausformung des Populismus im Bereich der politischen Rechten. Ein klassisches Modell für eine populistische Bewegung der Rechten ist der Poujadismus in Frankreich in den 1950er Jahren. In mehreren europäischen Staaten sind seit den späten 1970er Jahren neue Formen rechtspopulistischer Bewegungen und Protest-Parteien entstanden. In Osteuropa haben etablierte politische Parteien populistische Züge als Strategie der Machtsicherung entwickelt.

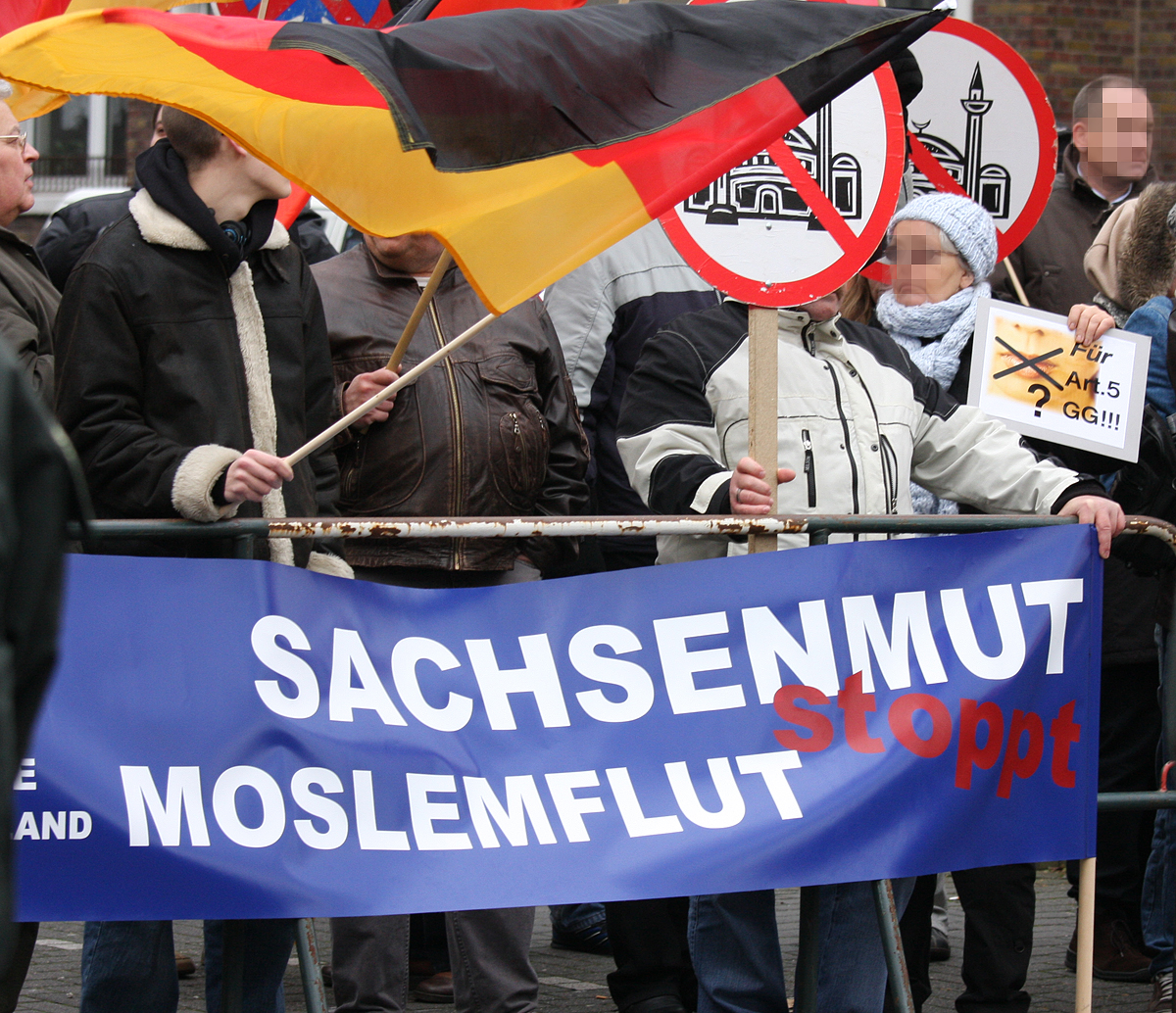
Als Beispiel für Rechtspopulismus in westlichen Staaten gilt die pauschale Ablehnung des Islams, wie hier bei einer Anti-Moschee-Demonstration der Bürgerbewegung pro Köln im Jahr 2008: „Sachsenmut stoppt Moslemflut“

Rechtspopulistische Parteien in Europa verbinden zugespitzte Positionen aus dem politisch rechten Spektrum mit einem Bekenntnis zur Demokratie und wenden sich beispielsweise gegen Einwanderer (besonders aus als „fremd“ behaupteten Kulturkreisen), die Europäische Union und deren aktuelle Struktur sowie die regierenden Parteien. Außerdem fordern sie unter anderem eine leistungsorientierte Gesellschaftsordnung, ein Bekenntnis zum „christlichen Abendland“ und zum Erhalt nationaler Kulturen und Identitäten, häufig verbunden mit Islamfeindlichkeit und der Forderung nach einer „Law-and-Order-Politik“ für die eigene Nation gegen als schädlich oder bedrohlich wahrgenommenen Personen und Organisationen und die als zu liberal und unflexibel eingestuften bestehenden Strukturen in Staat, Verwaltung und politischen Entscheidungsprozessen.
Rechtspopulisten sehen sich als Sprachrohr einer „schweigenden Mehrheit“, deren Interessen andere Parteien ignorieren würden und die gegenüber Migranten oder ethnischen Minderheiten benachteiligt sei. Somit bekämpft der Rechtspopulismus gesellschaftliche Minderheiten und die politische Klasse, die er als korrupt, machtbesessen und zu wenig volksnah beschreibt. Der „Appell an das Volk“ soll dabei einen genuinen Volkswillen suggerieren, der in seinem latenten Wahrheitsgehalt nur zutage gebracht werden müsse.
Im Unterschied zu den neofaschistisch und revisionistisch gesinnten Rechtsparteien der Zeit nach 1945 ersetzt der Rechtspopulismus ein völkisch und rassistisch geprägtes Weltbild durch kulturellen Rassismus oder Ethnopluralismus. Auch wird das demokratische System nicht als Ganzes abgelehnt, sondern einzelne Elemente wie Pluralismus, Minderheitenschutz oder Religionsfreiheit werden tendenziell oder implizit und verdeckt bekämpft. Rechtspopulistische Parteien und Organisationen handeln zunächst aus der Opposition heraus und formulieren öffentlichkeitswirksame und plakative Maximalforderungen.
Einige Vertreter der Politikwissenschaft sehen im Rechtspopulismus eine Erneuerungsbewegung der extremen Rechten, die auf den gesellschaftlichen, politischen und ökonomischen Wandel in den europäischen Staaten seit den 1970er-Jahren reagiert. Aus ihrer Sicht sprechen rechtspopulistische Parteien die Ängste der Bevölkerung vor Modernisierung und Umbrüchen wie der Globalisierung an und beantworten sie mit klaren, einseitigen Parolen, die der politischen Klasse und Minderheiten die Schuld an Missständen geben.
Der Begriff des Rechtspopulismus ist schwer zu fassen, weil sich seine Vertreter programmatisch oft stark unterscheiden und die Grenzen zum traditionellen extremen Spektrum und Konservatismus fließend sind. Von dem sozialwissenschaftlichen Begriff ist der Gebrauch des Wortes in Medien und Öffentlichkeit zu unterscheiden, wo es in der Regel pejorativ gebraucht wird und negativ besetzt ist. Obendrein ist der Ausdruck im allgemeinen Sprachgebrauch meist unscharf und wird von den so Beschriebenen zurückgewiesen. Unschärfe und Mangel an „Substanz“ wird dem Begriff auch in der politikwissenschaftlichen Diskussion vorgeworfen. Trotz seiner verbreiteten Benutzung wird also der Begriff Rechtspopulismus im wissenschaftlichen Diskurs nicht in einer einheitlichen, allgemein anerkannten Bedeutung verwendet.
Betrachtet wird das Phänomen Rechtspopulismus auch hinsichtlich eines generell zunehmenden Auftretens populistischer Bewegungen und Parteien – etwa auch aus dem Bereich des Linkspopulismus –, die um eine ähnliche oder um dieselbe Wählerklientel werben.

## Definition
Eine angemessene Definition des Populismus steht vor der Schwierigkeit, den in Medien und Politik polemisch verwendeten Kampfbegriff wissenschaftlich darzustellen. Eine einheitliche Definition gibt es bislang nicht. Dennoch lässt sich ein gemeinsamer Kern rechtspopulistischer Politik ausmachen: Bestimmend ist eine Identitätspolitik, in der eine bedrohte Gemeinschaft konstruiert wird.
Der Rechtspopulismus steht sowohl dem Konservatismus als auch der extremen Rechten, die aus der Tradition nationalsozialistischer und faschistischer Bewegungen nach 1945 neu entstand, in vielen Bereichen nahe. Zudem tritt das Phänomen in einigen Ländern seit den 1980er Jahren, in anderen aber erst Ende der 1990er oder nur marginal auf. Im innereuropäischen Vergleich zeigen sich große Unterschiede zwischen den als rechtspopulistisch eingeschätzten Parteien, Personen und Organisationen. Dies ist durch die nationale Orientierung in den jeweiligen europäischen Staaten, ihre unterschiedliche Geschichte und die jeweiligen Ausformungen des politischen Systems und der Parteienlandschaft bedingt. Auch wird der Rechtspopulismus nicht allein von jungen „Protestparteien“ vertreten, auch die etablierten demokratischen Parteien und die extreme Rechte haben sich zahlreiche seiner Positionen und Haltungen angeeignet. Dennoch gibt es Gemeinsamkeiten, die den Rechtspopulismus von anderen politischen Bewegungen abheben und sich in unterschiedlicher Ausformung bei all seinen Vertretern finden.
Laut den Erziehungswissenschaftlern Andreas Hinz, David Jahr und Robert Kruschel reserviert der Rechtspopulismus politische und soziale Teilhaberechte ausschließlich für eine selbstdefinierte, als eigen bezeichnete Bevölkerung. Er betreibt die Exklusion von nicht zur Mehrheitsgesellschaft zählenden ethnischen, religiösen und sozialen Randgruppen, die anlassbezogen mit ausgrenzenden pejorativen Begrifflichkeiten belegt werden.

### Gegen politisches Establishment und Obrigkeit
Der Ausdruck „Rechtspopulismus“ verbindet die politische Rechte mit dem Begriff des Populismus. Wie auch andere Populismen geht er in erster Linie von einer natürlichen, homogenen Grundmenge in der Bevölkerung aus, die meist schlicht als „das Volk“ bezeichnet wird. Diesem „Volk“ werden als Bevölkerungsmehrheit Tugenden und Werte zugeschrieben, etwa ein „gesunder Menschenverstand“, Anständigkeit oder Ehrlichkeit, um ein Bild zu schaffen, mit dem sich die Bevölkerung identifizieren kann und will. Dem wird ein Negativbild der politischen Klasse entgegengestellt, die als durchweg korrumpiert, volksfern und egoistisch dargestellt wird. Um sich Aufmerksamkeit zu verschaffen, bricht der Rechtspopulismus bewusst Tabus und provoziert, auch um sich von der etablierten Parteienlandschaft abzusetzen.
Charakteristisch für die Personalstruktur fast aller rechtspopulistischen Parteien ist eine starke Führungsfigur, die als Gesicht der Partei auftritt, die Homogenität der Bewegung verkörpern und an eine „Sehnsucht nach dem starken Mann“ appellieren soll. Dieser Aspekt stellt nicht selten ein Problem für diese Parteien dar, weil sich die zentrale Figur oft nur schwer ersetzen lässt und ihr Verlust mit dem Niedergang der Partei einhergehen kann.
Da der Rechtspopulismus von einer grundsätzlichen Gemeinsamkeit aller Menschen im Volk ausgeht, werden ihnen auch gemeinsame Interessen unterstellt, die in der politischen Willensbildung nicht verhandelbar seien. Rechtspopulisten sehen sich als Anwälte des Volkes sowie seiner Interessen gegenüber der politischen Klasse und inszenieren sich als Kämpfer für Freiheit und Volkswillen und gegen die Politik, die Positionen und die Werte der etablierten politischen Institutionen. Konflikte oder konkurrierende Interessen innerhalb des „Volkes“ führt der Rechtspopulismus allein auf eine verfehlte Politik der herrschenden Parteien zurück, die es zu überwinden gelte, um die Einheit des Volkes wiederherzustellen. Florian Hartleb beschreibt dies als „vertikalen“ Aspekt des Rechtspopulismus: „‚Wir‘ gegen ‚die-da-oben‘“.
Dabei verhält sich der Rechtspopulismus durchaus ambivalent: Während er in einigen Bereichen der Politik, wie der Kriminalitätsbekämpfung, einen starken Staat fordert, lehnt er ihn in anderen Bereichen ab und fordert stattdessen Volksabstimmungen, weil er dem repräsentativen Charakter von Parlamenten misstraut und durch sie den Volkswillen verfälscht sieht. Dabei müssen Rechtspopulisten nicht unbedingt an den Nutzen plebiszitärer Verfahren glauben; die Forderung nach ihnen dient primär dem Kampf gegen die etablierten Parteien. Um der Distanz zum Parteiensystem Ausdruck zu verleihen, wählen rechtspopulistische Parteien meist Namen wie „Liga“, „Bürgerinitiative“ oder „Bund“; oft teilen sie viele Merkmale mit sozialen Bewegungen. Diese Haltung kann so weit gehen, dass Rechtspopulisten die Organisationsform als Partei gänzlich ablehnen, was es ihnen oft verwehrt, sich in der Parteienlandschaft zu etablieren. Sobald sie in Regierungsverantwortung kommen, übernehmen sie dann selbst die Rolle des Establishments und können somit unglaubwürdig wirken.
Diese obrigkeitsfeindliche Haltung gilt besonders gegenüber der Europäischen Union (EU) und ihren Institutionen, die aufgrund vertraglicher Regelungen der Mitgliedsstaaten einen übergeordneten Einfluss auf die jeweilige nationale Politik haben. Der politische Apparat der EU gilt ihnen als bürokratisch und bürgerfern, seine Vertreter als egoistische Selbstbereicherer. Der Euro und die EU-Osterweiterung stellen in ihren Augen eine Entmündigung der Bürger dar, weil sie nicht per Volksabstimmung beschlossen wurden und ihnen überwiegend Nachteile brächten. Rechtspopulisten vertreten daher oft europaskeptische Positionen. Lediglich als „Festung Europa“ und in einem Zusammenschluss „verwandter“ Kulturen gegen „fremdartige“ Einwanderer sehen Rechtspopulisten einen Sinn in der Europäischen Union.

### Gegen Minderheiten

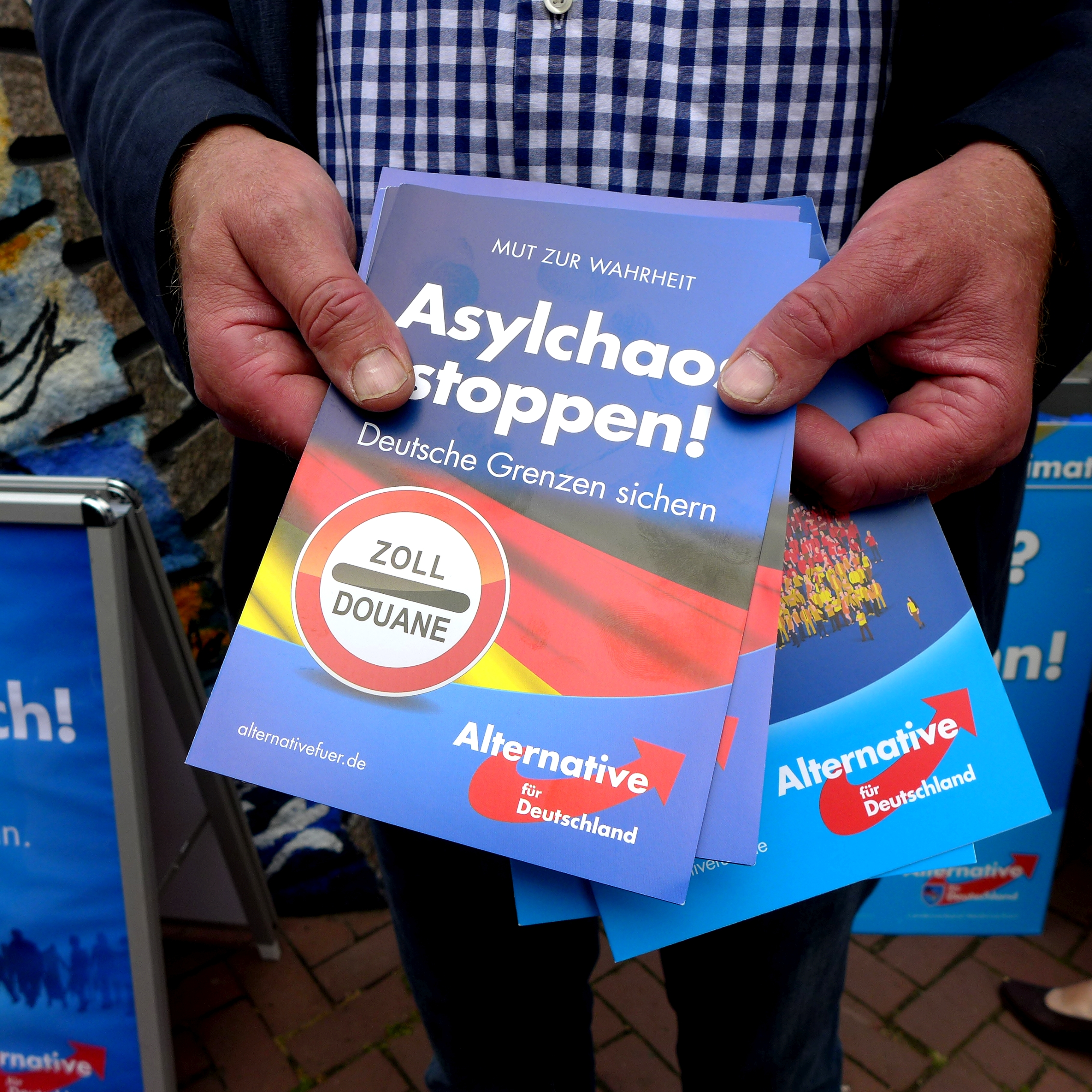
Flugblätter der AfD, 2016

Zu dieser für alle Populismen charakteristischen Ablehnung des politischen Establishments kommt eine fremdenfeindliche, antipluralistische und antiegalitäre Komponente hinzu, indem soziale und ethnische Minderheiten grundsätzlich abgelehnt werden. Den etablierten Parteien wird unterstellt, diese Minderheiten zu protegieren und sich ihrem Einfluss zu beugen. Dieses Weltbild vermitteln Rechtspopulisten über monokausale und vereinfachende Deutungen. So erklären sie die Kriminalität unter Migranten zum immanenten Bestandteil deren Kultur, ohne ihre soziale Benachteiligung zu berücksichtigen. Soziale und politische Strukturen werden personalisiert, um das „Volk“ gegenüber Migranten horizontal abgrenzen zu können.
Der Rechtspopulismus warnt folglich vor Überfremdung und Verlust der angestammten kulturellen Identität. Vermehrte Kriminalität oder die Herrschaft eines religiösen Fundamentalismus seien unausweichlich Folgen, wenn eine größere Zahl „fremdartiger“ Menschen in ein Land einwandere oder durch höhere Geburtenraten überhandnehme. Rechtspopulisten skizzieren einen „Kulturkampf“ zwischen den „Fremdartigen“ und der „abendländischen“ beziehungsweise nationalen Kultur als Vertreter von Demokratie, Wohlstand und Sicherheit. An die Stelle einer klassisch rassistischen Argumentation tritt dabei ein kulturalistisches Weltbild, in dem Kulturen als klar voneinander getrennt, homogen, miteinander unvereinbar und unveräußerlich gesehen werden.
Diese Fremdenfeindlichkeit richtet sich in Westeuropa gegen illegale Einwanderer und vor allem gegen Muslime, denen Rechtspopulisten antidemokratisches Gedankengut vorwerfen. Sie warnen davor, islamischen Zuwanderern umfassende Rechte und Sozialleistungen anzubieten, da sie dies in ihrer negativen Haltung gegenüber der Gesellschaft unnötig belohnen und bestärken würden. Beispiele für die Bekämpfung der islamischen Kultur als kulturelles Feindbild sind der Kopftuchstreit, der Schweizer Minarettstreit oder Widerstand gegen Gebetsräume an Schulen. Dieser radikal islamfeindliche Kurs herrscht vor allem in Staaten mit nennenswerten muslimischen Minderheiten vor. Wo diese, wie in den Staaten des ehemaligen Ostblocks, fehlen, treten andere Bevölkerungsgruppen wie Roma, ausländische Investoren, Homosexuelle oder Juden an ihre Stelle. Allerdings müssen Minderheiten nicht notwendigerweise zahlreich oder wirklich vorhanden sein, wie der antisemitische Diskurs der ungarischen Jobbik zeigt, die gegen ein „internationales Judentum“ polemisiert, das Ungarn angeblich aufkaufen will.
Auch entlang von Sprachgrenzen oder Wohlstandsgefällen zeigen sich ähnliche fremdenfeindliche Muster: In Belgien schürt der rechtspopulistische Vlaams Belang den Konflikt zwischen Flamen und Wallonen und verlangt finanzielle und politische Unabhängigkeit für die Flamen. In Italien setzt sich die Lega Nord für ein souveränes, finanzstarkes Norditalien ein und wirft den südlichen Provinzen vor, auf Kosten der Norditaliener zu leben.
Die Integration von Minderheiten in die Gesellschaft sehen Rechtspopulisten als gescheitert beziehungsweise unmöglich an, die Ursache dafür liegt in ihren Augen allein bei Angehörigen von Minderheiten, die sich nicht genügend an die Mehrheitsbevölkerung angepasst hätten und an einem friedlichen Miteinander nicht interessiert seien. Die „fremden“ Minderheiten müssten also vom Staat in ihre Schranken gewiesen und notfalls der Gesellschaft beziehungsweise des Staates verwiesen werden.

### Law and Order
In ähnlicher Manier machen sich Rechtspopulisten diffuse Ängste vor überbordender Kriminalität zunutze, die die öffentliche Sicherheit massiv gefährde und immer stärker zunehme. Als Reaktion fordern sie eine punitive „Law-and-Order“-Politik, die Maßnahmen wie Videoüberwachung, Aufstockung von Sicherheitspersonal und mehr Befugnisse für die Polizei beinhaltet. Diese Maßnahmen richten sich in erster Linie gegen die öffentlich wahrnehmbaren Symptome von Gewaltkriminalität und zielen auf Repression und Abschreckung ab (Nulltoleranzstrategie); die Ursachen werden entweder nicht angesprochen oder allein bei angeblichen oder tatsächlichen Kriminellen gesucht.
Vor allem Migranten und soziale wie politische Randgruppen verdächtigt der Rechtspopulismus, grundsätzlich zu Kriminalität zu neigen und sich der gesetzlichen Ordnung zu verweigern. Besonders harte Strafen verlangt er zudem bei Taten wie Sexual- und Tötungsdelikten, die in der Öffentlichkeit starke negative Emotionen auslösen.
Der Sozialwissenschaftler Max Roser weist darauf hin, dass die exzessive Aufmerksamkeit, welche die Medien dem Terrorismus und der Berichterstattung von Gewalt widmen, zu einer Überschätzung der Gefahr von Gewalt führen und dies dazu beitragen könne, dass die politische Forderung nach „Law and Order“ zunimmt.
Klaus Ottomeyer zufolge versuchten Rechtspopulisten überdies „immer gleich am Anfang“, die Unabhängigkeit der Justiz zu torpedieren oder lächerlich zu machen.

### Globalisierungskritik und Neoliberalismus

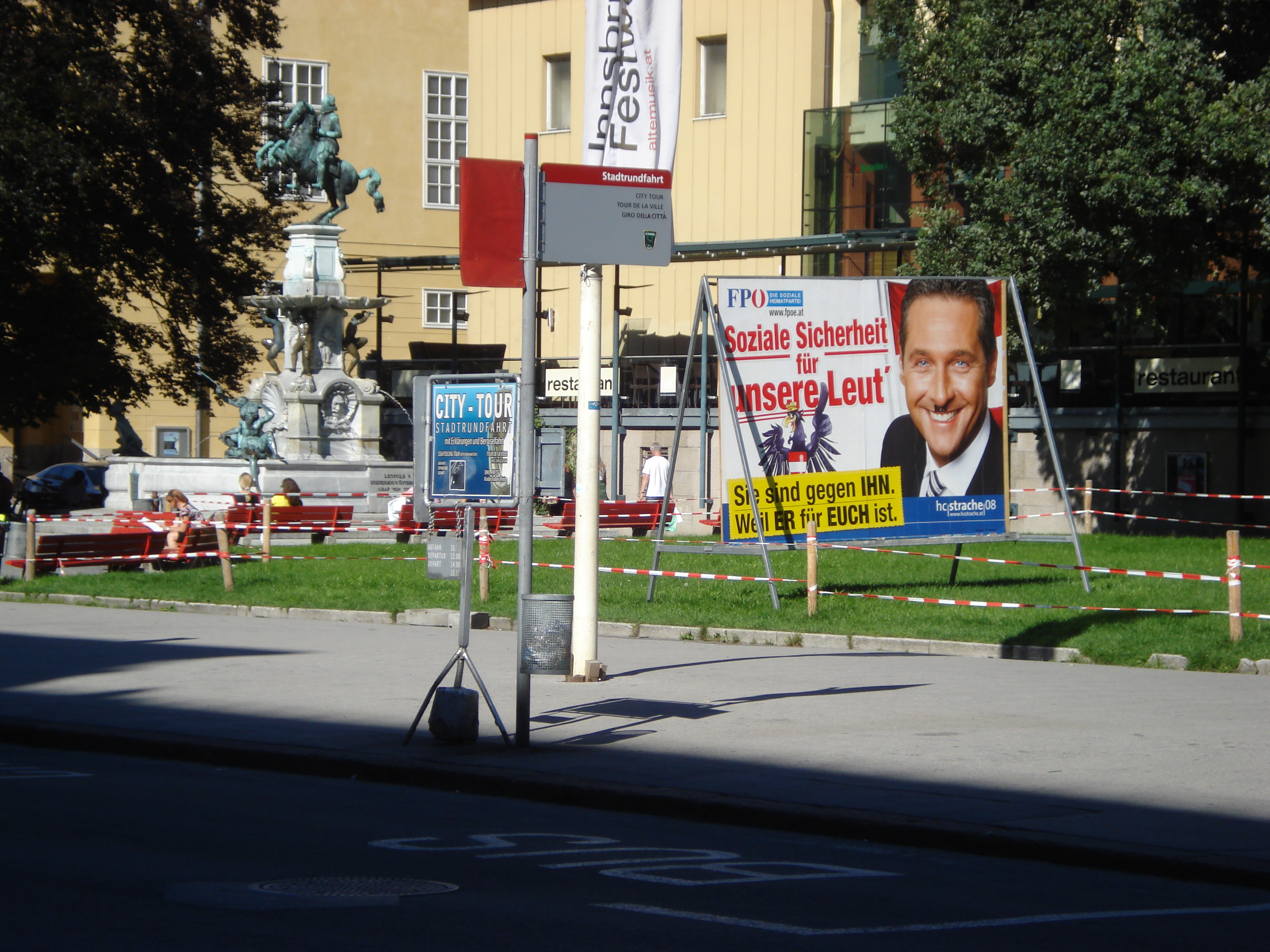
Verunstaltetes FPÖ-Plakat, 2008

Die rechtspopulistische Sicht auf Neoliberalismus und Globalisierung ist gemischt: Einerseits befürwortet der Rechtspopulismus den staatskritischen Charakter des Neoliberalismus und fordert etwa niedrigere Steuern, vorrangig für die Mittelschicht, letztendlich aber für die gesamte Wirtschaft. Der Rechtspopulismus tritt für eine Privatisierung von Staatsbetrieben ein, da er der Macht der Regierung über wirtschaftliche Kernbereiche misstraut, und setzt sich für die finanzielle Entlohnung von Leistung und vor allem ökonomisch starken Schichten ein; „Leistungsverweigerern“ sollen die Zuwendungen entzogen werden. Dem Wähler wird suggeriert, das existierende System trage die Schuld an seinem tatsächlichen oder befürchteten sozialen oder wirtschaftlichen Abstieg, weil es seine erbrachten Leistungen – Bildung, Arbeit oder Talente – nicht entlohne. Stattdessen finanziere der Staat den Missbrauch der Sozialsysteme und protegiere gesellschaftliche Randgruppen und die herrschende Klasse.
Andererseits befürwortet der Rechtspopulismus aber auch eine finanzielle Förderung von Familien und der nationalen Wirtschaft und plädiert für protektionistische Maßnahmen, um die heimischen Märkte gegen Importe aus Billiglohnländern zu schützen und umgekehrt die eigenen Exporte zu stärken. Damit spricht der Rechtspopulismus den Wohlstandschauvinismus in Teilen der Bevölkerung an: Globalisierung und Neoliberalismus werden akzeptiert, solange sie den eigenen Interessen dienen; angebliche oder tatsächliche Nachteile für die Bevölkerung werden hingegen verworfen. Diese Haltung ist unter anderem eine Folge des Drucks auf die Sozialsysteme durch Modernisierungsprozesse. Die dadurch aufgeworfene Frage nach einem zeitgemäßen Wohlfahrtsstaat und sozialer Gerechtigkeit beantwortet der Rechtspopulismus mit einer nationalistischen Sichtweise: Gefördert werden soll zuallererst die eigene Bevölkerung und die heimische Wirtschaft; gegen „Wirtschaftsflüchtlinge“, Billigimporte oder Finanzabgaben an die EU will er entschieden vorgehen.
Rechtspopulisten verzichten auf eine konsistente Haltung zu Neoliberalismus und Globalisierung: einerseits weil sich viele ihrer Forderungen schlussendlich widersprechen, andererseits weil sie ein breites Wählerklientel ansprechen möchten, das keine einheitlichen wirtschaftlichen Interessen hat. Zwar lehnen sie Interventionismus vordergründig ab, gehen jedoch nie so weit, der heimischen Wirtschaft die Unterstützung zu versagen. Marktradikal treten Rechtspopulisten vor allem auf, wenn sie sich damit positiv von der etablierten Politik abgrenzen können. Wo Sozialabbau große Teile der Bevölkerung betreffen würde, stellen sie sich dagegen. Die Unterschiede sind dabei innerhalb des Rechtspopulismus relativ groß. Das liegt zum einen an den verschiedenen nationalen Gegebenheiten, zum anderen an der ideologischen Positionierung. Vertreter des Rechtspopulismus, die dem Rechtsextremismus näher stehen, etwa der französische Front National, favorisieren eher protektionistische Modelle und orientieren sich stärker am Sozialstaat. Parteien wie die niederländische Partij voor de Vrijheid, die sich bewusst vom Rechtsextremismus abgrenzen wollen, greifen oft stärker auf neoliberale Argumentationsmuster zurück.
Unter anderem Jean-Yves Camus sieht eben in diesem Aufgreifen neoliberaler Gedanken durch und den positiven Bezug „auf einen ultraliberalen protektionistischen Kapitalismus“ von Rechtspopulismus eine Modernisierung des Neofaschismus und die entscheidende Abgrenzung dieses neuen Parteientyps vom klassischen Neofaschismus und Neonazismus mit ihrem rechten Antikapitalismus, wie ihn Die Heimat und British National Party vertreten.

### Zielgruppe, Rhetorik und Ideologie
Der Rechtspopulismus bietet keine konsistente Ideologie, sondern trifft eine Auswahl aus existierenden Ideologien wie Nationalismus, Neoliberalismus oder Sozialdemokratie. Angesichts der inhärenten Widersprüche verzichten rechtspopulistische Parteien auf eine detaillierte Programmatik oder ein umfassendes Wertekonzept. Andererseits orientieren sich Rechtspopulisten stark an der politischen Kultur ihrer Heimatstaaten. Während sich viele osteuropäische Bewegungen stark an materiellen Größen wie Arbeit, Wohlstand oder Besitz orientieren, legen Rechtspopulisten in den vergleichsweise modernen Niederlanden mehr Wert auf postmaterialistische Kategorien wie Freiheit, Identität oder Kultur, weil die Bevölkerung ihren materiellen Wohlstand mittelfristig nicht gefährdet sieht.
Ihre Programmatik bilden rechtspopulistische Parteien meist um einzelne Probleme, die sie aus ihrem Kontext befreien, dabei zu Verschwörungstheorien Zuflucht nehmen und höchst bedrohliche Krisenszenarien an die Wand malen. Im gleichen Zug bieten sie Lösungsvorschläge an, die eine fundamentale Wende dieser Krisen herbeiführen sollen. Die Haltung zu Bereichen, die nicht von den zentralen Konzepten des Rechtspopulismus betroffen ist – etwa Umweltschutz, Außen- oder Kulturpolitik –, ist entweder indifferent oder dient zur Abrundung der Programmatik.
Im Zentrum rechtspopulistischer Programmatiken steht die Identitätsstiftung durch Abgrenzung gegenüber Politik und sozialen Randgruppen, die jeweils für die Probleme verantwortlich gemacht oder als deren Ursache gesehen werden. Somit bleiben Wähler aus allen Gesellschaftsschichten – Bauern, Arbeitslose, Manager, Ärzte oder Selbstständige – ansprechbar, sofern an ihre Ängste vor Modernisierungsprozessen appelliert wird. Dabei spielt es nur eine geringe Rolle, aus welcher Schicht die Wähler stammen und ob sie tatsächlich durch Modernisierung an Status verlieren oder dies nur befürchten. Dies zeigt sich deutlich am Beispiel der österreichischen FPÖ: Im Zuge ihrer „Modernisierung“ unter Jörg Haider konnte sie bis zu ihrer Regierungsbeteiligung 2000 tendenziell immer mehr Wähler hinzugewinnen, die aus sehr verschiedenen Schichten stammten. Ursprünglich eine bürgerliche Kleinpartei, konnte sie nach einigen Jahren in allen Schichten einen zweistelligen Prozentsatz von Wählern ansprechen. Überproportional erfolgreich war sie dabei bei Menschen, die in traditionellen identitätsstiftenden Institutionen nur schwach verankert waren: „Taufscheinkatholiken“, junge Menschen, Arbeiter ohne Gewerkschaftsmitgliedschaft oder Personen ohne höhere Bildung. Anton Pelinka schreibt dieser Zielgruppe eine hohe Angst vor gesellschaftlichem Abstieg und eine Sehnsucht nach sozialer Stabilität zu. Männer sind in der Wählerschaft rechtspopulistischer Parteien meist überrepräsentiert, weshalb einige Politologen den Rechtspopulismus auch als eine Reaktion auf die Frauenemanzipation interpretieren. Die rechtspopulistische Rhetorik stellt laut der Geschlechterforscherin und Soziologin Franziska Schutzbach Querverbindungen zu Konservativen, zu Liberalen und auch zu Linken her. Eine solche Scharnierfunktion lasse rechte Ideologie massentauglich und kompatibel zur bürgerlichen Mitte erscheinen und schüre mittels einer verzerrten Darstellung der Realität Angst und Hass, beispielsweise mittels Begriffen wie „Flüchtlingsstrom“ und „Islamisierung des Abendlandes“.
Da jedoch somit die existierenden sozialen, wirtschaftlichen und politischen Interessengegensätze innerhalb der Wählerschicht ungelöst bleiben, hat diese Strategie in der Regel nur so lange Erfolg, wie Rechtspopulisten ihre Versprechen nicht einlösen müssen und ihre Forderungen nicht umsetzen können. Gelangen rechtspopulistische Parteien hingegen in die Regierungsverantwortung, müssen sie entweder ihren radikalen Kurs beibehalten und damit notwendigerweise Politik gegen eine ihrer ursprünglichen Zielgruppen betreiben. Andernfalls müssen sie von ihren Maximalforderungen abrücken und eine vermittelnde Politik versuchen. Beides birgt die Gefahr der Enttäuschung bei den Wählern, Letzteres wird obendrein durch das Fehlen einer umfassenden Programmatik bei rein rechtspopulistischen Parteien erschwert. Viele Vertreter des Rechtspopulismus verlegen sich deshalb darauf, die Grenzen des politischen Diskurses zu verschieben und die etablierten Parteien unter Druck zu setzen. Diese reagieren auf die Wahlerfolge der Rechtspopulisten, indem sie sich selbst eine teilweise rechtspopulistische Programmatik und Rhetorik aneignen, um die Rechtspopulisten zu verdrängen. Damit tragen sie jedoch zum Erfolg der Rechtspopulisten nur weiter bei, indem sie sie einerseits in ihren Zielen und ihrem Auftreten bestärken und sie andererseits in ihrer „Außenseiterrolle“ bestätigen. Die rechtspopulistischen Parteien können folglich für sich reklamieren, die richtigen Konzepte zu besitzen. Gleichzeitig können sie darauf verweisen, dass diese Verdrängungsbestrebungen von einer grundlegenden Feindschaft der etablierten Parteien zum Volk und seinem vermeintlichen Anwalt, dem Rechtspopulismus, rühren.

### Abgrenzung
Die Abgrenzung des Rechtspopulismus fällt schwer, weil es sich nicht um eine klassische Ideologie, sondern eher um eine Politikform handelt, die konservative und extrem rechte Konzepte mit einer Strategie des Tabubruchs, der Ausgrenzung und des Opportunismus verbindet. Sie kann deshalb auch von originär konservativen, radikal rechten, sozialdemokratischen oder liberalen Politikern und Parteien vertreten werden, wenn auch nicht in Reinform. Oftmals werden rechtspopulistische Parteien mit den Etiketten „rechtskonservativ“, „rechtsextremistisch“ oder schlicht „konservativ“ versehen – sei es durch Dritte oder durch die eigenen Vertreter. Diese Bezeichnungen treffen oft nur teilweise zu; die seit den 1980ern neu entstandenen Parteien des Rechtspopulismus weisen nach Auffassung der Befürworter des Rechtspopulismus-Ansatzes trotz Berührungspunkten entscheidende Unterschiede zu allen Parteien auf, die traditionell als konservativ oder rechtsextrem bezeichnet werden.

#### Konservatismus
Konservative Parteien sehen sich traditionell als Hüter des Staates und seiner Ordnung. Zwar existieren auf den ersten Blick viele Gemeinsamkeiten, etwa in der Haltung zum Staat in Sicherheitsfragen, der grundsätzlichen Befürwortung der Marktwirtschaft, in der tendenziellen Ablehnung der Emanzipation von Teilen der Gesellschaft oder in der Bewahrung nationaler Eigenständigkeit. Der grundlegende Unterschied besteht jedoch im konservativen Selbstverständnis: Während Rechtspopulisten gezielt eine Außenseiterposition einnehmen und gegen das politische Establishment opponieren, begreift sich der Konservatismus als Hüter der staatlichen Ordnung und Wahrer der politischen Institutionen. Der Konservatismus versteht sich als „Ausfluss der gesellschaftlichen Elite“ (Florian Hartleb), während der Rechtspopulismus sich in der Rolle des Volkstribuns sieht. Die repräsentativen Elemente der Demokratie wie Parlament oder Regierung werden von Rechtspopulisten misstrauisch und kritisch beäugt, für Konservative sind diese fester und wichtiger Bestandteil des Systems, anders als etwa Volksentscheide. Zudem verfügen konservative Parteien in der Regel über einen umfassenden Wertekatalog und nehmen zu allen Fragen der Politik eine feste Haltung ein. Der Rechtspopulismus gebärdet sich hingegen unbeständiger und richtet sich in vielen Fällen nach der aktuellen Stimmungslage, auch wenn diese – etwa in Umweltfragen – nicht der konservativen Linie entspricht. Oft profitieren jedoch rechtspopulistische Parteien von der Schwäche ihrer konservativen Konkurrenten, wenn diese nicht in der Lage sind, rechte und stark konservative Positionen ausreichend in ihre Politik zu integrieren.

#### Extreme und radikale Rechte
Zwischen den demokratiefeindlichen, radikal nationalistischen und rassistischen, meist als rechtsextrem bezeichneten Parteien und den Vertretern des Rechtspopulismus Europas besteht ein gewisses Näheverhältnis, ohne dass beide Strömungen miteinander gleichzusetzen wären. Dabei gibt es programmatische Ähnlichkeiten und oft auch Überschneidungen, weil viele rechtsextreme Parteien erfolgreich rechtspopulistische Muster adaptiert haben, ohne sich jedoch völlig von ihren Wurzeln loszusagen.
Weitreichende Einigkeit zwischen beiden Strömungen besteht etwa in der Frage der Immigration und Integration bestimmter ethnischer Gruppen in die Nationalstaaten, die von den Rechtspopulisten zumindest kritisch, von den Rechtsextremisten grundsätzlich ablehnend betrachtet wird. Während der Nationalsozialismus noch einigen Völkern beziehungsweise „Rassen“ das Existenzrecht gänzlich absprach, entwickelten die moderneren Bewegungen aus dem rechtsextremen Spektrum das Konzept des Ethnopluralismus, das zwar die Vielfalt von Kulturen und Ethnien grundsätzlich befürwortet, diesen jedoch einen festen Platz in ihren „angestammten“ Nationalstaaten zuweist. Auf dieses Konzept greifen auch Rechtspopulisten zurück. Migration wird nicht völlig abgelehnt, jedoch wird von Einwanderern eine Assimilation an die Nationalkultur gefordert, wobei vor allem Muslime oft pauschal als „nicht integrierbar“ oder „nicht assimilierbar“ bezeichnet werden. Daher wird postuliert, dass der Islam und die „christlich(-jüdisch)-abendländische Kultur“ miteinander unvereinbar seien. Der Rassebegriff wird von rechtspopulistischen Parteien vermieden, weil er heute als politisch vorbelastet und wissenschaftlich widerlegt gilt, seine Denkmuster werden jedoch weiterhin verwendet, was auch als Kulturalismus, Neorassismus oder Rassismus ohne Rassen bezeichnet wird. Auch im Bezug auf die etablierten Parteien herrscht bei beiden politischen Richtungen Ablehnung vor. Während aber der Rechtspopulismus die jeweiligen Vertreter des politischen Systems – Regierung, Medien oder Parlament – kritisiert, geht er zugleich davon aus, dass eine funktionierende Demokratie und eine integere Amtsführung zumindest möglich sind, und betont seine Verfassungstreue. Der Rechtsextremismus hingegen sieht das System selbst als verfehlt an und fordert – in unterschiedlicher Ausprägung – einen von einem autoritären „Führer“ gelenkten Staat. Zudem existieren mit dem Faschismus und dem Nationalsozialismus verhältnismäßig kohärente Ideologien, auf die die rechtsextremen Parteien sehr stark zurückgreifen. Der Rechtspopulismus greift dagegen nur einzelne Elemente rechtsextremer Ideologien – etwa Antipluralismus, Rassismus in Form von Kulturalismus oder Nationalismus – auf und versucht, sie mit einer grundsätzlichen Akzeptanz des demokratischen Systems zu vereinbaren. Vor allem viele westeuropäische Vertreter des Rechtspopulismus betonen ihre Distanz zu Rechtsextremismus, Antisemitismus und Nationalsozialismus; oft präsentieren sie sich ausdrücklich philosemitisch sowie pro-israelisch (was von Wissenschaftlern als Versuch einer Instrumentalisierung für eigene islamfeindliche Ziele interpretiert wird; überdies sei die Berufung auf ein „jüdisch-christliches Erbe“ der bloße Versuch, sich selbst als „demokratisch“ zu stilisieren, „indem man den beliebtesten Sündenbock der europäischen Geschichte als ,einen von uns' darstell[e]“) und betonen die Bedeutung von christlichen, liberalen und humanistischen Werten, ohne dass diese jedoch unbedingt Eingang in ihre Programmatik finden müssen. Trotz der offiziellen Distanzierung vom Antisemitismus weisen viele rechtspopulistische Diskurse, die eine Zersetzung von Volk, Identität, Familie und Tradition durch „globalistische Eliten“ behaupten, weitgehende Übereinstimmungen mit dem antisemitischen Denken auf. Franziska Schutzbach zufolge dient die Strategie rechtspopulistischer Parteien, statt rechtsextremer Werte bürgerliche Ideale wie Meinungsfreiheit und Selbstbestimmung für sich zu beanspruchen, dem Ziel, die extremistischen Elemente zu verschleiern; denselben Zweck verfolgt die Taktik der Äquidistanz – ein scheinbares Zurückweisen von Kategorien wie rechts und links – sowie die Selbstinszenierung als Freiheitskämpfer gegen eine angeprangerte vermeintliche „Meinungsdiktatur“, wobei „Freiheit“ für Rechtspopulisten in Wahrheit eine hierarchische Gesellschaft bedeute, in der nicht alle Menschen gleich viel wert seien. Schutzbach spricht daher von einer „paradoxe[n] Doppelrolle von Bürgerlichkeit und Extremismus“.
Gerade dieser Aspekt der Betonung von Bürgerlichkeit und humanistischen Werten ruft oft starke Kritik der extremen Rechten an rechtspopulistischen Parteien hervor, denen sie vorwerfen, sich an das System anzubiedern oder „rechte Werte“ zu verraten. Indem sich die Rechtspopulisten vom verpönten Nationalsozialismus absetzen, legen sie den Grundstein für ihre „Politikfähigkeit“ und entgehen einer pauschalen Ablehnung als demokratie- und staatsfeindlich. Durch das Näheverhältnis zum Rechtsextremismus stellt sich für viele rechtspopulistische Parteien das Problem der Unterwanderung durch Rechtsextreme, weil sie diesen gewisse Anknüpfungspunkte bieten. In der Folge verlieren sie ihren Nimbus der Verfassungstreue und geraten in die Gefahr, sich ins Abseits zu manövrieren.

### Kritik, Tragweite und Mehrdeutigkeit des Konzepts
Der Begriff des Rechtspopulismus ist in der Politikwissenschaft viel diskutiert. Ein Teil der Kritik richtet sich vor allem gegen den Begriff des Populismus, den beispielsweise Lars Rensmann im allgemeinen Sprachgebrauch als negativ konnotiert sieht. In Politik und Medien würden Volksnähe, direkte Demokratie oder das Aufgreifen aktueller Stimmungen pauschal als „populistisch“ abqualifiziert und dem politischen Gegner unterstellt, er vereinfache Sachverhalte und verhalte sich opportunistisch. Rensmann sieht dadurch den Gebrauch des Begriffes in der Öffentlichkeit oft selbst als populistisch motiviert: „Populismus“ sei nicht selten „ein schillerndes Schlagwort, mithin ein politischer Kampfbegriff.“ Zudem sei er sehr diffus und komplex, was eine einheitliche Operationalisierung erschwere; einige Politikwissenschaftler vermeiden das Konzept aus diesem Grund bei der Beschreibung der jungen europäischen Rechtsparteien. Vor allem in der Frühzeit des westeuropäischen Rechtspopulismus waren sich die Sozialwissenschaften uneins darüber, ob sich die neu entstandenen Rechtsparteien unter einem gemeinsamen Konzept beschreiben ließen oder ob diese nicht vielmehr unter dem Begriff des Rechtsextremismus zu fassen seien. Der zweite Standpunkt wurde vor allem mit Blick auf Parteien wie die FPÖ unter Jörg Haider oder die deutschen Republikaner vertreten, die eine sehr deutliche Kontinuität zum Rechtsextremismus aufwiesen. Dabei stand auch die Befürchtung im Vordergrund, die Bezeichnung als rechtspopulistisch könnte in politischer Hinsicht verharmlosend wirken.
Mit dem gleichzeitigen Aufkommen ähnlicher Parteien in den Staaten des ehemaligen Ostblocks und dem Erstarken entsprechender Bewegungen in Westeuropa etablierte sich der Begriff in der Parteienforschung. Dabei weisen seine Befürworter vor allem darauf hin, dass sich diese Parteien keiner der traditionellen Parteifamilien wirklich zuordnen ließen und höchstens Elemente verschiedener Strömungen in sich trügen. Zudem weise der klassische Rechtsextremismus viele Vertreter auf, denen nichts Populistisches anhafte. Insgesamt rechtfertigten die ideologischen Besonderheiten, die Rhetorik und die europaweite Verbreitung der neuen Rechtsparteien eine einheitliche Klassifizierung als rechtspopulistisch, entscheidend bei seiner Verwendung sei jedoch eine strenge Operationalisierung und Eingrenzung des Begriffs. Gegner des Begriffs halten diesen jedoch weiterhin für „plakativ-polemisch, ohne viel Substanz“ und bemängeln, dass eine einheitliche rechtspopulistisch-europäische Bewegung schon aufgrund der Gebundenheit an nationale Gesellschaften mit ihren spezifischen Diskursen ein Widerspruch in sich selbst sei.
Uneinigkeit herrscht auch unter den Vertretern des Begriffes über die Tragweite des Phänomens: Während Autoren wie Frank Decker in ihren Arbeiten stets auf die „Ambivalenz“ des Begriffes und die Bandbreite der von ihm umfassten „Positionen“ verweisen und in ihr genuin extremistische Gruppierungen und Auffassungen von eher gemäßigten und nicht systemfeindlichen abgrenzen, kritisiert Alexander Häusler die Unterscheidung von Rechtsextremismus und Rechtspopulismus insgesamt. Seiner Auffassung nach stellt der Rechtspopulismus nichts weniger als eine Erneuerung der „extremen Rechten“ dar. Dementsprechend gibt es keine „konsensuale[.] Definition des Rechtspopulismus“, und „auch hinsichtlich seiner Reichweite bestehen unterschiedliche Auffassungen“. Für Ralf Melzer agieren rechtspopulistische Parteien und Bewegungen „bewusst in der Grauzone zum Rechtsextremismus“. Er weist überdies darauf hin, dass sie sich – teilweise aus taktischen Erwägungen – „verändern, also radikalisieren oder de-radikalisieren können“.
Der Soziologe Wilhelm Heitmeyer hält den Begriff Rechtspopulismus für verharmlosend und schwammig und spricht selbst stattdessen von autoritärem Nationalradikalismus.

## Geschichte
Ein frühes Beispiel für eine klassische rechtspopulistische Bewegung ist der Poujadismus in Frankreich in den 1950er Jahren. Eine neue Form rechtspopulistischer Bewegungen bildete sich in Europa als Reaktion auf diese gesellschaftlichen, wirtschaftlichen und politischen Umbrüche der 1960er und 1970er Jahre. Ende der 1960er Jahre waren die westeuropäischen Demokratien stark sozialdemokratisch geprägt. Das „Wirtschaftswunder“ nach dem Ende des Zweiten Weltkriegs hatte Vollbeschäftigung und der Unterschicht einen gewissen Wohlstand ermöglicht; die Sozialsysteme waren auf einen geringen Bedarf an staatlichen Leistungen ausgerichtet. Weil sich in vielen Branchen nicht genug Arbeiter fanden, schlossen viele Regierungen Anwerbeabkommen mit süd- und südosteuropäischen Staaten, die den Zuzug von ausländischen Arbeitskräften regelten. Wirtschaftspolitisch war der Neokeynesianismus vorherrschend, der eine weitgehende staatliche Regulierung der Märkte befürwortete.
Mit dem Ende der 1960er und dem Beginn der 1970er Jahre kam es zu gesellschaftlichen und wirtschaftlichen Umbrüchen. Die 68er-Bewegung wandte sich gegen die autoritären Strukturen der Nachkriegsgesellschaft, hielt aber am Ziel einer „Überflussgesellschaft“ weiter fest. 1973 brach das Weltwährungssystem zusammen, und die Ölkrise 1973 führte zu Arbeitslosigkeit und Insolvenzen in vielen industriellen Branchen. Die Versuche der Politik, antizyklisch entgegenzusteuern, scheiterten.
In der Folge versuchten sich sowohl die mit den Studentenbewegungen verbundenen Neuen Linken und grünen Parteien gegen die traditionelle Politik abzugrenzen und konnten sich in vielen Staaten erfolgreich im Parteisystem etablieren. Durch ihren Erfolg prägten sie den politischen Diskurs stark in ihre eigene Richtung: Freiheitliche und postmaterialistische Werte erhielten eine Aufwertung, während der gesellschaftliche Mainstream immer stärker von den autoritären Strukturen der Vor- und unmittelbaren Nachkriegszeit abrückte. Gleichzeitig wandten sich die Regierungen Westeuropas vom Neokeynesianismus ab und dem Neoliberalismus zu. Damit einher ging ein Abbau von Strukturen des Sozialstaats, die Privatisierung von Schlüsselbranchen und die weitgehende Absage an interventionistische Politik. Arbeitslose und Geringqualifizierte mussten einen Verlust sozialer Sicherheit hinnehmen. Hinzu kam eine verstärkte „Europäisierung“ der Nationalstaaten: Politische Kompetenzen wurden an die Europäische Gemeinschaft, später an die Europäische Union abgegeben, die sich weiter ausdehnte und stärker auf die Strukturen und Gesetze der Mitgliedsstaaten einwirkte.
Daraufhin kamen zunächst in Dänemark und Norwegen neue Rechtsparteien auf, die die von den Veränderungen betroffenen Menschen für sich zu gewinnen versuchten. In Belgien entstand der Vlaams Blok, in Frankreich machte sich der Front National rechtspopulistische Positionen zu eigen. All diese Parteien konnten sowohl Wähler vom rechten Rand als auch aus der politischen Mitte gewinnen. Sie wurden zunächst als eine kurzzeitige Erscheinung gesehen, konnten sich jedoch in immer mehr Ländern etablieren: In Österreich schwenkte die FPÖ auf einen rechtspopulistischen Kurs, Anfang der 1990er folgte der von Christoph Blocher angeführte „Zürcher Flügel“ der SVP in der Schweiz. Als der ehemalige Chefstratege von Donald Trump, Steve Bannon, am 6. März 2018 in Oerlikon auftrat, lobte dieser die Schweiz als „Wiege der konservativen Wende“ und Christoph Blocher als „Trump bevor Trump“.
Mit dem Zerfall des Ostblocks entstanden auch in Osteuropa zahlreiche populistische Parteien am rechten Rand des Spektrums, die zwar oft nur kurzlebig waren, aber nie völlig von der Bildfläche verschwanden. Mit der Lijst Pim Fortuyn erreichte der Rechtspopulismus auch die Niederlande, die bis dato als aufgeklärt, weltoffen und modern und somit als „resistent“ gegolten hatten. Während in der Anfangszeit vor allem Europaskepsis und allgemeine Ausländerfeindlichkeit im Fokus der rechtspopulistischen Parteien standen, entdeckten nach den Anschlägen vom 11. September 2001 vor allem die westeuropäischen Rechtspopulisten den Antiislamismus für sich, der die europäischen Muslime zum Feindbild stilisierte. Diese Form von Ausgrenzung förderte eine gemeinsame Identität sehr verschiedener Menschen, die durch Transformationsprozesse ihre Verbindung zu ihren ursprünglichen Milieus verloren hatten. Ähnliches gilt für Osteuropa, wo die gesamte Bevölkerung vom Zusammenbruch der sozialistischen Systeme betroffen war.

## Bedeutung und Wirkung des Rechtspopulismus
In den Augen vieler Politikwissenschaftler stellt der Rechtspopulismus eine Erneuerungsbewegung der europäischen Rechten dar, mit der sie auf die Modernisierungen der europäischen Demokratien reagieren, Verlierer dieser Entwicklungen ansprechen und die Defizite der jeweiligen politischen Systeme ausnutzen. Einerseits seien sie Ausdruck einer breiten Verunsicherung durch die Unwägbarkeiten von Transformationsprozessen in Politik, Kultur und Wirtschaft, andererseits ein erfolgreicher Versuch der Rechten, die mit einem modernisierten Rassismus und Antielitarismus auch in der Mitte der Gesellschaft Wähler ansprächen.
Rechtspopulisten können die politische Landschaft stark prägen, ohne selbst an der Macht zu sein. Da sie als Catch-all-Partei die Wählerklientele fast aller anderen Parteien ansprechen, müssen diese gezwungenermaßen auf die Rechtspopulisten reagieren. Während der Rechtspopulismus von der Politikwissenschaft zunächst oft noch als Bereicherung der politischen Landschaft und nützliches Korrektiv wahrgenommen wurde, überwiegt seit einiger Zeit die Skepsis bei der Beurteilung. Es scheint, dass die etablierten Parteien erfolgreiche Elemente des Rechtspopulisten übernehmen, indem sie etwa ihren Wahlkampf stark auf eine Führungspersönlichkeit zuschneiden, sich mehr an der Meinung der Partei- oder Wählerbasis orientieren und die Parteien als solche stärker in den Hintergrund treten. Politik wird vermehrt in den Medien „inszeniert“, und die Vermittlung politischer Erfolge gewinnt an Bedeutung.
Das Gefährdungspotential für die Demokratie beurteilt Frank Decker gemischt. In Form von Oppositionsparteien gehe vom Rechtspopulismus mittelfristig keine Gefahr für die demokratischen Systeme aus. Die Beispiele Italiens oder Österreichs zeigten jedoch, dass rechtspopulistische Regierungen verheerende Folgen für die Politik von Staaten haben könnten, auch wenn rechtspopulistische Regierungen immer mal wieder scheitern können. Mit Blick auf historische populistische Bewegungen in Lateinamerika oder Osteuropa drohe zudem die Gefahr einer Transformation hin zum autoritären Staat. Am größten sei die Gefahr dort, wo Rechtspopulisten die Konsenseigenschaften politischer Systeme untergraben und damit die Inklusion aller gesellschaftlichen Gruppen verhinderten. Decker erachtet in diesem Fall die Schutzmechanismen des Verfassungsstaates als umso wichtiger, um die Demokratie zu erhalten. Er empfiehlt darüber hinaus, die Bevölkerung über plebiszitäre Elemente stärker in die Politik einzubinden, um dem Rechtspopulismus so dabei zuvorzukommen, Volksabstimmungen im eigenen Interesse voranzutreiben.

## Ursachen
Siehe: Populismus#Ursachen

## Rechtspopulismus in Europa
| Land                   | Partei | Logo | Parteichef                                     | % National (letzte Wahl) | Platzierung National         | Sitze National | Regierungs- beteiligung                 | % EU             | Sitze EU         | Fraktion EU      |
| ---------------------- | --- | ---- | ---------------------------------------------- | ------------------------ | ---------------------------- | -------------- | --------------------------------------- | ---------------- | ---------------- | ---------------- |
| Ungarn                 | Fidesz – Ungarischer Bürgerbund (Fidesz)                                                                              |      | Viktor Orbán                                   | 54,1 (2022)              | 1.                           | 135/199        | Ja (Verfassungsmehrheit)                | 44,8             | 11/21            | PfE              |
| Ungarn                 | Unsere-Heimat-Bewegung (Mi Hazánk)                                                                                    |      | László Toroczkai                               | 5,9 (2022)               | 3.                           | 6/199          | Nein                                    | 6,7              | 1/21             | ESN              |
| Nordmazedonien         | Innere Mazedonische Revolutionäre Organisation – Demokratische Partei für Mazedonische Nationale Einheit (VMRO-DPMNE) |      | Hristijan Mickoski                             | 43,2 (2024)              | 1.                           | 58/120         | Ja                                      | nicht in der EU  | nicht in der EU  | nicht in der EU  |
| Polen                  | Recht und Gerechtigkeit (PiS)                                                                                         |      | Jarosław Kaczyński                             | 35,4 (2023)              | 1.                           | 194/460        | Nein                                    | 36,2             | 20/53            | EKR              |
| Polen                  | Konföderation der Freiheit und Unabhängigkeit (Konfederacja)                                                          |      | Krzystof Bosak Grzegorz Braun Slawomir Mentzen | 7,2 (2023)               | 5.                           | 18/460         | Nein                                    | 12,1             | 6/53             | ESN PfE NI       |
| Italien                | Brüder Italiens (FdI)                                                                                                 |      | Giorgia Meloni                                 | 26,0 (2022)              | 1. im Wahlbündnis angetreten | 119/400        | Ja                                      | 28,8             | 24/76            | EKR              |
| Italien                | Liga (L) |      | Matteo Salvini                                 | 8,8 (2022)               | 4. im Wahlbündnis angetreten | 66/400         | Ja                                      | 9,0              | 8/76             | PfE              |
| Frankreich             | Nationale Sammlungsbewegung (RN)                                                                                      |      | Marine Le Pen                                  | 33,2 (2024)              | 1. RN und Verbündete         | 142/577        | Nein                                    | 31,5             | 30/81            | PfE              |
| Rumänien               | Allianz für die Vereinigung der Rumänen (AUR)                                                                         |      | George Simion                                  | 18,0 (2024)              | 2.                           | 63/330         | Nein                                    | 14,9             | 6/33             | EKR              |
| Rumänien               | S.O.S. Rumänien (SOS RO)                                                                                              |      | Diana Șoșoacă                                  | 7,4 (2024)               | 5.                           | 28/330         | Nein                                    | 5,0              | 2/33             | NI               |
| Rumänien               | Partei der jungen Menschen (POT)                                                                                      |      | Anamaria Gavrilă                               | 6,5 (2024)               | 6.                           | 24/330         | Nein                                    | nicht angetreten | nicht angetreten | nicht angetreten |
| Österreich             | Freiheitliche Partei Österreichs (FPÖ)                                                                                |      | Herbert Kickl                                  | 28,9 (2024)              | 1.                           | 57/183         | Nein                                    | 25,4             | 6/20             | PfE              |
| Schweiz                | Schweizerische Volkspartei (SVP)                                                                                      |      | Marcel Dettling                                | 27,9 (2023)              | 1.                           | 62/200         | Ja                                      | nicht in der EU  | nicht in der EU  | nicht in der EU  |
| Niederlande            | Partei für die Freiheit (PVV)                                                                                         |      | Geert Wilders                                  | 23,6 (2023)              | 1.                           | 37/150         | Ja                                      | 17,0             | 6/31             | PfE              |
| Niederlande            | Forum für Demokratie (FvD)                                                                                            |      | Thierry Baudet                                 | 2,2 (2023)               | 10.                          | 3/150          | Nein                                    | 2,5              | 0/31             | –                |
| Niederlande            | Konservative Liberale (JA21)                                                                                          |      | Joost Eerdmans                                 | 0,7 (2023)               | 15.                          | 1/150          | Nein                                    | 0,7              | 0/31             | –                |
| Slowenien              | Slowenische Demokratische Partei (SDS)                                                                                |      | Janez Janša                                    | 23,5 (2022)              | 2.                           | 27/90          | Nein                                    | 30,6             | 4/9              | EVP              |
| Portugal               | Genug! (CH) |      | André Ventura                                  | 22,76 (2025)             | 3.                           | 60/230         | Nein                                    | 9,8              | 2/21             | PfE              |
| Bulgarien              | Wiedergeburt (V) |      | Kostadin Kostadinow                            | 13,4 (Oktober 2024)      | 3.                           | 33/240         | Nein                                    | 14,4             | 3/17             | ESN              |
| Bulgarien              | Moral, Einigkeit, Ehre (MECh)                                                                                         |      | Radostin Wassilew                              | 4,6 (Oktober 2024)       | 8..                          | 11/240         | Nein                                    | 2,5              | 0/17             | _                |
| Bulgarien              | Größe (Velichie) |      | Albena Pekova                                  | 4,0 (Oktober 2024)       | 9.                           | 10/240         | Nein                                    | 4,1              | 0/17             | –                |
| Deutschland            | Alternative für Deutschland (AfD)                                                                                     |      | Tino Chrupalla Alice Weidel                    | 20,8 (2025)              | 2.                           | 152/630        | Nein                                    | 15,9             | 15/96            | ESN              |
| Schweden               | Die Schwedendemokraten (SD)                                                                                           |      | Jimmie Åkesson                                 | 20,5 (2022)              | 2.                           | 73/349         | Nein (unterstützt Minderheitsregierung) | 13,2             | 3/21             | EKR              |
| Finnland               | Die Finnen (PS) |      | Riikka Purra                                   | 20,1 (2023)              | 2.                           | 46/200         | Ja                                      | 7,6              | 1/15             | EKR              |
| Estland                | Estnische Konservative Volkspartei (EKRE)                                                                             |      | Mart Helme                                     | 16,1 (2023)              | 2.                           | 17/101         | Nein                                    | 14,9             | 0/7              | –                |
| Lettland               | Nationale Vereinigung (NA)                                                                                            |      | Raivis Dzintars                                | 9,3 (2022)               | 4.                           | 13/100         | Nein                                    | 22,0             | 2/9              | EKR              |
| Lettland               | Lettland an erster Stelle (LPV)                                                                                       |      | Ainārs Šlesers                                 | 6,2 (2022)               | 6.                           | 9/100          | Nein                                    | 6,2              | 1/9              | PfE              |
| Vereinigtes Königreich | Reform UK |      | Nigel Farage                                   | 14,3 (2024)              | 3.                           | 5/650          | Nein                                    | nicht in der EU  | nicht in der EU  | nicht in der EU  |
| Vereinigtes Königreich | Demokratische Unionistische Partei (DUP)                                                                              |      | Arlene Foster                                  | 0,6 (2024)               | 9.                           | 5/650          | Nein                                    | nicht in der EU  | nicht in der EU  | nicht in der EU  |
| Vereinigtes Königreich | Traditionelle Stimme der Unionisten (TUV)                                                                             |      | Jim Allister                                   | 0,2 (2024)               | 14.                          | 1/650          | Nein                                    | nicht in der EU  | nicht in der EU  | nicht in der EU  |
| Litauen                | Nemuno aušra (NA) |      | Remigijus Žemaitaitis                          | 15,0 (2024)              | 3.                           | 20/141         | Ja                                      | nicht angetreten | nicht angetreten | nicht angetreten |
| Montenegro             | Für die Zukunft Montenegros (Za)                                                                                      |      | Zdravko Krivokapić                             | 14,8 (2023)              | 3.                           | 13/81          | Ja                                      | nicht in der EU  | nicht in der EU  | nicht in der EU  |
| Belgien                | Flämische Interessen (VB)                                                                                             |      | Tom Van Grieken                                | 13,8 (2024)              | 2.                           | 18/150         | Nein                                    | 14,5             | 3/22             | PfE              |
| Spanien                | Stimme (Vox) |      | Santiago Abascal Conde                         | 12,4 (2023)              | 3.                           | 33/350         | Nein                                    | 9,6              | 6/61             | PfE              |
| Norwegen               | Fortschrittspartei (FrP)                                                                                              |      | Sylvi Listhaug                                 | 11,6 (2021)              | 4.                           | 21/169         | Nein                                    | nicht in der EU  | nicht in der EU  | nicht in der EU  |
| Kroatien               | Heimatbewegung (DP)                                                                                                   |      | Ivan Penava                                    | 9,6 (2024)               | 3.                           | 14/151         | Ja                                      | 8,8              | 1/12             | EKR              |
| Tschechien             | Freiheit und direkte Demokratie (SPD)                                                                                 |      | Tomio Okamura                                  | 9,6 (2021)               | 4.                           | 20/200         | Nein                                    | 5,7              | 1/21             | ESN              |
| Luxemburg              | Alternative Demokratische Reformpartei (ADR)                                                                          |      | Jean Schoos                                    | 9,6 (2023)               | 5.                           | 5/60           | Nein                                    | 11,7             | 1/6              | EKR              |
| Griechenland           | Griechische Lösung (EL)                                                                                               |      | Kyriakos Velopoulos                            | 4,4 (2023)               | 6.                           | 12/300         | Nein                                    | 9,3              | 2/21             | EKR              |
| Griechenland           | Demokratische Patriotische Bewegung - Sieg (NIKI)                                                                     |      | Dimitris Natsios                               | 3,7 (2023)               | 7.                           | 10/300         | Nein                                    | 4,4              | 1/21             | NI               |
| Russland               | Liberal-Demokratische Partei Russlands (LDPR)                                                                         |      | Leonid Sluzki                                  | 7,5 (2021)               | 3.                           | 21/450         | Nein                                    | nicht in der EU  | nicht in der EU  | nicht in der EU  |
| Zypern                 | Nationale Volksfront (ELAM)                                                                                           |      | Christos Christou                              | 6,8 (2021)               | 4.                           | 4/56           | Nein                                    | 11,2             | 1/6              | EKR              |
| Dänemark               | Dänische Volkspartei (O)                                                                                              |      | Morten Messerschmidt                           | 2,6 (2022)               | 10.                          | 5/179          | Nein                                    | 6,4              | 1/16             | PfE              |
| Dänemark               | Neue Bürgerliche (D)                                                                                                  |      | Pernille Vermund                               | 3,7 (2022)               | 9.                           | 6/179          | Nein                                    | nicht angetreten | nicht angetreten | nicht angetreten |
| Slowakei               | Slowakische Nationalpartei (SNS)                                                                                      |      | Andrej Danko                                   | 5,6 (2023)               | 7.                           | 10/150         | Ja                                      | 1,9              | 0/15             | –                |
| Serbien                | Die Stimme des Volkes (MI–GIN)                                                                                        |      | Branimir Nestorović                            | 4,7 (2023)               | 5.                           | 13/250         | Nein                                    | nicht in der EU  | nicht in der EU  | nicht in der EU  |
| Belarus                | Liberal-Demokratische Partei Belarus (LDPB)                                                                           |      | Oleg Gaidukevich                               | 3,6 (2024)               | 3.                           | 4/110          | Nein                                    | nicht in der EU  | nicht in der EU  | nicht in der EU  |

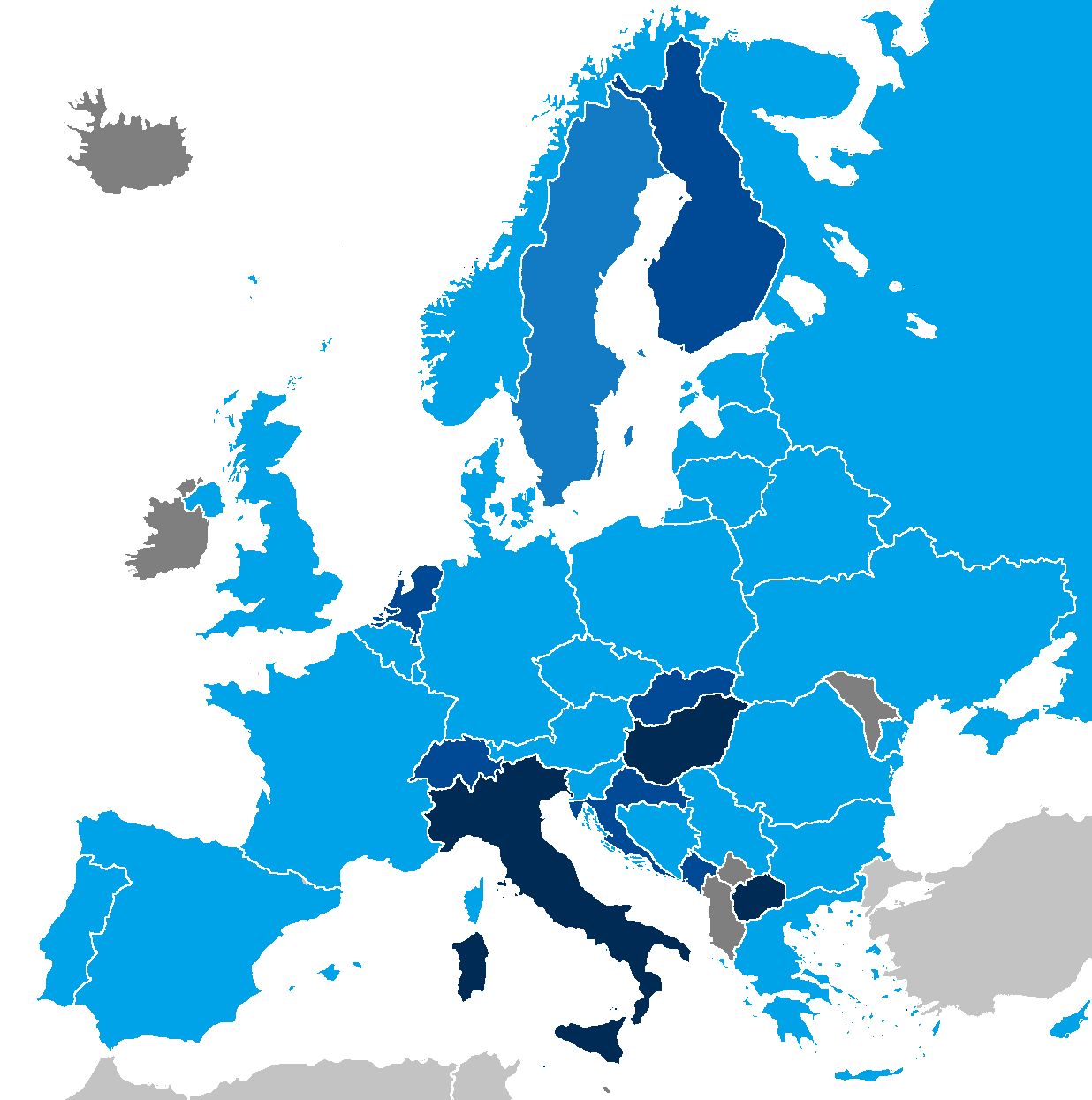
Europäische Parlamente im Oktober 2024 mit Parteien, die unter anderem dem Rechtspopulismus zugeordnet werden.
Rechtspopulisten im Parlament vertreten
Rechtspopulisten tolerieren Minderheitsregierung
Rechtspopulisten an der Regierung beteiligt
Rechtspopulisten stellen Regierungschef

Seit dem Aufkommen des Rechtspopulismus haben sich rechtspopulistische Parteien, Verbände oder Bürgerinitiativen europaweit auf kommunaler, subnationaler oder nationaler Ebene etablieren können. Mittlerweile waren rein rechtspopulistische Parteien in den meisten nationalen Parlamenten in Europa zumindest zeitweise vertreten, die wenigen Ausnahmen sind Malta, Island und Irland. Die Gründe für den Erfolg oder Misserfolg rechtspopulistischer Bewegungen in den einzelnen Staaten sind höchst unterschiedlich.
In Deutschland sind die rechtspopulistischen Parteien bisher nur temporär erfolgreich und konnten sich nicht dauerhaft auf Landes- oder Bundesebene etablieren. Die Gründe hierfür sind sehr heterogener Natur, so treffen die Parteien auf ungünstige Rahmenbedingungen, wie den Föderalismus, die Fünf-Prozent-Klausel und eine politische Kultur, die durch die historische Vorbelastung Berührungsängste mit rechtspopulistischen Parteien haben. Es sind vor allem auf regionaler Ebene rechtspopulistische Bewegungen entstanden, so etwa die Bürger in Wut, die in der Bremischen Bürgerschaft vertreten sind. Auch die Pro-Bewegung bezeichnet sich als „rechtspopulistisch“, wird jedoch von Fachleuten meist als rechtsextrem eingestuft. Rechtspopulistische Rhetorik verwendet auch die Partei Die Republikaner, die in den 1990er Jahren in einigen Bundesländern erfolgreich war, sich seither jedoch auf dem absteigenden Ast befindet. Seit 2013 konnte die Alternative für Deutschland, die mehrheitlich als rechtspopulistisch eingestuft wird, Erfolge in mehreren Bundesländern erzielen. In Großbritannien verhindert wiederum das Wahlsystem die Entstehung und Etablierung neuer Parteien, allerdings war die UK Independence Party bei Europawahlen sehr erfolgreich, 2014 wurde sie mit 27,5 % stärkste Kraft. Große Erfolge hatten Rechtspopulisten hingegen in sogenannten Konkordanzdemokratien wie der Schweiz (Schweizerische Volkspartei), Österreich (Freiheitliche Partei Österreichs) oder den Niederlanden (Lijst Pim Fortuyn und Partij voor de Vrijheid), die bis in die 1990er Jahre durch relativ starre Partei- und Proporzsysteme geprägt waren, gegen die die Rechtspopulisten antraten. Anderenorts adaptierten rechtsextreme Parteien wie in Belgien der Vlaams Blok oder der Front National in Frankreich erfolgreich rechtspopulistische Muster und wurden zu bedeutenden politischen Kräften. In Skandinavien spielen rechtspopulistische Parteien mittlerweile ebenfalls eine wichtige Rolle in den Parlamenten, besonders die norwegische Fremskrittspartiet, die rechtspopulistische Forderungen mit wirtschaftsliberaler Programmatik verbindet. In Italien schloss Silvio Berlusconi mit mehreren Rechtsparteien wie der Allianza Nazionale und der Lega Nord Bündnisse und schlug selbst einen rechtspopulistischen Kurs ein. Anlass für den Aufstieg all dieser Parteien waren in der Regel Krisen und gesellschaftliche Umbrüche, denen die etablierten Parteien aus Sicht der Wähler wenig entgegensetzen konnten.
Während die Entstehungsbedingungen und die Programmatik der westeuropäischen Parteien relativ gut erforscht ist, waren die rechtspopulistischen Parteien Osteuropas bisher nur vereinzelt Gegenstand der Populismusforschung. Sie erschienen bereits kurz nach dem Zusammenbruch der sozialistischen Regime und zeichnen sich im Vergleich zu ihren westeuropäischen Pendants eher durch materialistische Werte und einen anderen Fokus aus. Sie sind stärker dem Nationalismus verhaftet, die Islamfeindlichkeit spielt mangels größerer muslimischer Minderheiten meist eine untergeordnete Rolle. Dafür stellen ausländische Investoren aus der EU, Russland, ethnische Minderheiten (wie z. B. Roma) oder Juden eine Projektionsfläche für Feindbilder dar. Zu den erfolgreichsten Parteien gehört die polnische Recht und Gerechtigkeit (Prawo i Sprawiedliwość; PiS), die zwischen 2006 und 2007 sowohl den Präsidenten als auch den Ministerpräsidenten Polens stellte und sich als Kämpfer für die Unabhängigkeit Polens gegenüber der EU, Deutschland und Russland stilisierte. In Ungarn kam es bei den Parlamentswahlen 2009 zu einem Rechtsruck, bei dem neben der neofaschistisch-populistischen Jobbik vor allem der spätere Wahlsieger Fidesz mit stark rechtspopulistischer Rhetorik profitierte. Rechtspopulistische Parteien sind daneben auch in den Parlamenten Lettlands (Tēvzemei un Brīvībai/LNNK), Litauens (Nemuno aušra), Sloweniens (Slowenische Nationale Partei) und der Slowakei (Volkspartei – Bewegung für eine demokratische Slowakei) vertreten. Länderübergreifende rechtspopulistische Bewegungen gibt es derzeit kaum; die Fraktion Identität, Tradition, Souveränität im Europäischen Parlament, der mehrere rechtspopulistische Parteien angehörten, bestand nur wenige Monate, bevor sie an inneren Streitigkeiten zerbrach. Ihre Angehörigen schlossen sich daraufhin verschiedenen Fraktionen an. Die folgenden Beispiele geben einen Überblick über die verschiedenen Ausformungen rechtspopulistischer Parteien in Europa:

### Deutschland
In Deutschland schafften es rechtspopulistische Parteien, temporär Wahlerfolge auf Landesebene zu erzielen, allen voran die Republikaner in Baden-Württemberg und Berlin sowie die Schill-Partei in Hamburg. Die Republikaner appellierten unter ihrem damaligen Vorsitzenden Franz Schönhuber gezielt und erfolgreich an die Ängste gegenüber Migranten und anderen Minderheiten. Auch Islamfeindlichkeit gehörte zu ihrem Repertoire. Die Partei legte Wert darauf, sich gegenüber den rechtsextremen Parteien NPD und DVU abzugrenzen und nicht als rechtsextrem angesehen zu werden. Dies gelang lange Zeit nicht; so sieht der Verfassungsschutz Baden-Württemberg die Republikaner erst seit 2006 als nicht mehr rechtsextrem an. Die großen Erfolge der Partei waren der Einzug in das Berliner Abgeordnetenhaus 1989 und den baden-württembergischen Landtag 1992 sowie die Erfolge bei den bayerischen und hessischen Kommunalwahlen 1990 und 1993. Jedoch befindet sich die Partei seitdem in einem Abwärtstrend.
Die Partei Rechtsstaatlicher Offensive (PRO, Schill-Partei) war die erste originäre rechtspopulistische Partei, die einen Wahlerfolg in Deutschland erzielen konnte. Sie zog 2001 mit 19,9 Prozent der Stimmen in die Hamburger Bürgerschaft ein und bildete sogar eine Regierungskoalition mit der CDU von Bürgermeister Ole von Beust. Die Schill-Partei hatte ein klassisches rechtspopulistisches Profil: Law-and-Order-Rhetorik, restriktive Zuwanderungspolitik, Ablehnung einer multikulturellen Gesellschaft sowie die Betonung sozialer Themen bei gleichzeitigem Wirtschaftsliberalismus. Nach anhaltender Erfolglosigkeit löste sie sich 2007 auf.
Die Pro-Bewegung bezeichnet sich selbst teilweise als rechtspopulistisch, wird jedoch von Wissenschaftlern meist als rechtsextrem eingestuft. Ein Großteil der Führungsriege ist der extremen Rechten zuzuordnen und die Selbstinszenierung als Bürgerbewegung gilt eher als Versuch, mit dieser neuen Form und unter dem Antlitz des Rechtspopulismus in bürgerliche Kreise vorzudringen. Die Pro-Bewegung benutzt alle klassischen Rhetorikformen des Rechtspopulismus, mit Schwerpunkt auf der Islamfeindlichkeit, beispielsweise bei Kampagnen gegen Moscheebauten.
Die politische Ausrichtung der Alternative für Deutschland (AfD) ist in ihrer geschichtlichen Entwicklung uneinheitlich. In ihrer Gründungsphase wurde die AfD als Protestpartei betrachtet. Eine Expertise von Alexander Häusler bescheinigt der AfD in vier Programmpunkten rechtspopulistische Züge. Inzwischen kritisiert ein Bündnis verschiedener NGOs verschiedene Standpunkte und Forderungen der AfD als faktisch falsch und rechtspopulistisch. Gleichzeitig wird der AfD ein unreflektiertes Verhalten bezüglich der Neumitglieder vorgeworfen. Seit dem Essener Parteitag 2015 wird die AfD von der Mehrheit der Beobachter als „nationalkonservativ“ oder „rechtspopulistisch“, einzelne Strömungen auch als „rechtsextrem“ eingestuft. Der ehemalige Vize-Vorsitzende der AfD, Hans-Olaf Henkel, warnte vor einem Rechtsruck seiner ehemaligen Partei. Für ihn sei die AfD mittlerweile „eine Art NPD-light, vielleicht sogar identisch mit der NPD“. Laut der Amadeu-Antonio-Stiftung unter Vorsitz von Anetta Kahane dürfe man die AfD nicht mehr als populistisch verharmlosen, sondern es sei mittlerweile angebracht, von einer „modernisierten neuen Form der NPD“ zu sprechen.
Das GESIS Leibniz-Institut für Sozialwissenschaften erklärt in seinem "Deutschland-Monitor", warum manche Regionen in Deutschland mehr zu Populismus neigen, als andere. Aufgrund von wirtschaftlichem Niedergang, Abwanderung und einer schlechteren öffentlichen Daseinsvorsorge fühlen sich die Bewohner "abgehängt" und empfinden eine Vernachlässigung durch die zuständigen Politiker. Weniger als 15 Prozent der Befragten bescheinigen den Politikern ein Bemühen um Kontakt und fühlen sich von diesen wenigstens zum Teil repräsentiert.

### Österreich

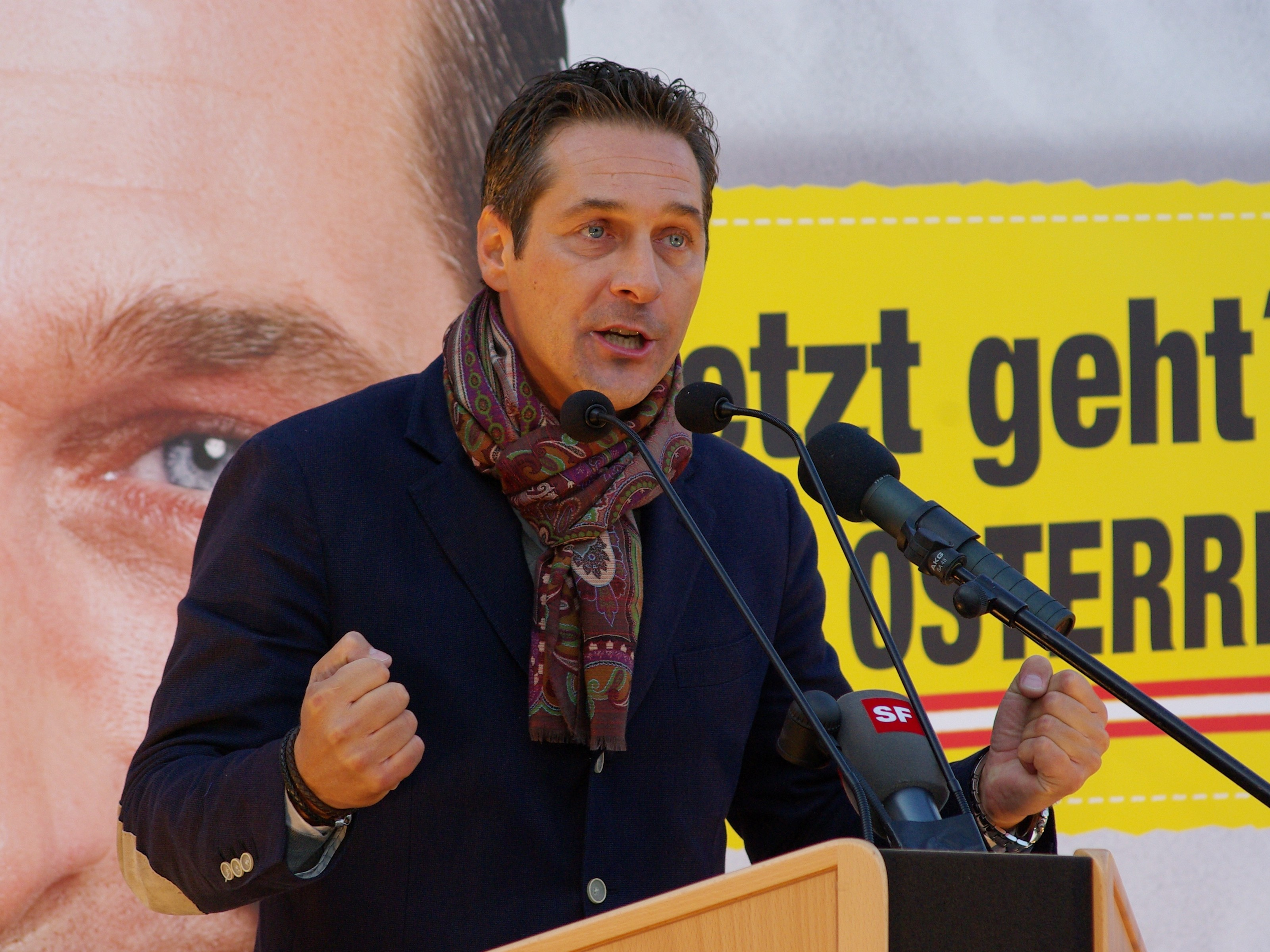
Der FPÖ-Vorsitzende Heinz-Christian Strache auf einer Wahlkampfkundgebung 2008

Die 1955 gegründete Freiheitliche Partei Österreichs (FPÖ), Nachfolgerin des 1949 gegründeten Verbandes der Unabhängigen, erhebt den Anspruch, ein Drittes Lager neben der SPÖ und der bürgerlich-konservativen ÖVP zu vertreten. Sie hat das Erbe des Deutschnationalismus aus der Vorkriegszeit übernommen, obwohl sie nicht für den Nationalsozialismus eintrat, sich selbst in die politische Mitte stellte und jahrzehntelang als Kleinpartei existierte, in Regierungsverantwortung erstmals 1970, wieder ab 1983.
Der Status änderte sich, nachdem 1986 Jörg Haider die Führung der Partei per Kampfabstimmung übernommen und die FPÖ als Anti-Establishment-Partei positioniert hatte. Haider prangerte Korruption und „Freunderlwirtschaft“ der großen Parteien an und schlug ausländerfeindliche Töne an. Damit band er einerseits das ursprünglich rechtsradikale Stammklientel der FPÖ weiter an sich, traf aber auch in den Teilen der Bevölkerung auf Zustimmung, die sich nicht mehr mit ÖVP und SPÖ beziehungsweise den traditionellen Milieus identifizierten. Nachdem die österreichische Konkordanz immer mehr Schwächen gezeigt hatte, konnte Haider den Wähleranteil der FPÖ weiter steigern. Dabei kamen der FPÖ zahlreiche politische Skandale in ÖVP und SPÖ entgegen. Mit dem EU-Beitritt Österreichs fand die Partei in der Europakritik ein weiteres Kernthema.

Wahlergebnisse der FPÖ von 1956 bis 2019 auf Bundesebene (1949 und 1953: VdU)

Mit seiner Mischung aus Volksnähe, Parteienkritik, Rassismus und Österreichpatriotismus steigerte Haider die Wahlergebnisse der FPÖ stetig, bis die Partei 1999 zweitstärkste Kraft im Parlament wurde. Sie ging als Juniorpartner eine Koalition mit der ÖVP ein, fand sich aber jäh in einem Dilemma: Haider wollte weiter gegen die Regierung opponieren, konnte dies aber nicht tun, ohne seine eigene Partei zu schädigen. Zudem rächte sich die einseitige Programmatik und Personalpolitik der Partei, deren Minister deutliche Schwierigkeiten in ihren Amtsgeschäften hatten. Dass die FPÖ in ihrer Regierungsrolle schließlich gar die Konkordanz für sich zu nutzen suchte und sich selbst in Skandale verstrickte, führte zu einem Vertrauensverlust beim Wähler. Schließlich kam es zu einer Spaltung der Partei, bei der Haider mit den FPÖ-Ministern und den meisten Klubmitgliedern im Parlament eine neue Partei, das Bündnis Zukunft Österreich (BZÖ), gründete und die Regierung weiterführte. Den Vorsitz der FPÖ übernahm Heinz-Christian Strache, der für die Partei nach einem österreichweiten Absturz nach der Krise bei der Nationalratswahl 2008 ein Ergebnis von 17,5 % erreichte. Haiders BZÖ gewann 10,7 %, womit das Dritte Lager zu ursprünglicher Stärke zurückfand. Seit dem Unfalltod Haiders 2008 hat sich ein Niedergang des BZÖ und ein Aufstieg der FPÖ abgezeichnet, was bei der Nationalratswahl 2013 mit dem Ausscheiden des BZÖ aus dem Parlament und einem Ergebnis von 20,51 Prozent für die FPÖ endete. Bei der Nationalratswahl 2017 steigerte sich das Ergebnis deutlich auf 25,97 Prozent.

### Italien

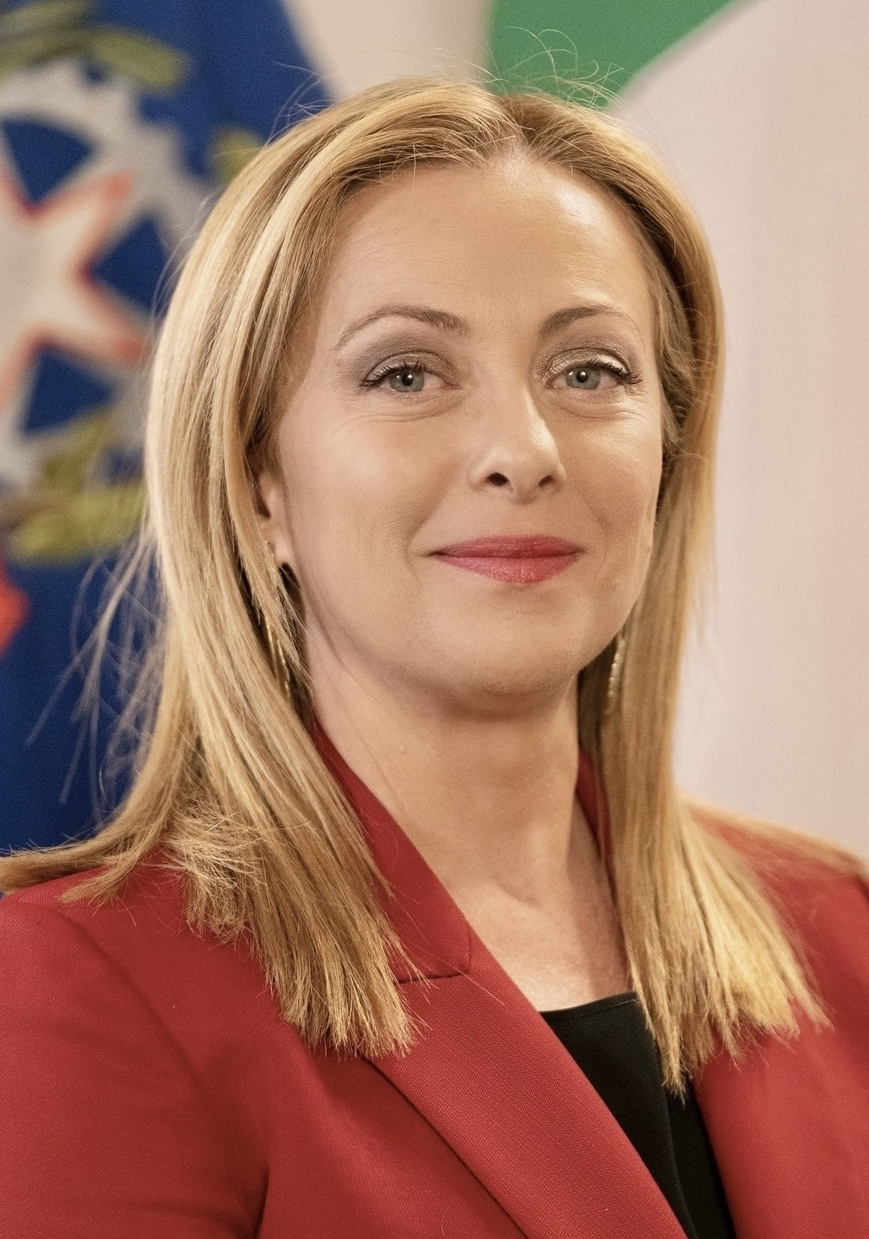
Ministerpräsidentin Giorgia Meloni, 2023

In Italien herrschte bis zum Anfang der 1990er ein Parteiensystem vor, das alle demokratischen Parteien in die Regierung einband. Dieses System brach zusammen, als im Zuge der Mani pulite tiefe Verstrickungen der Politik in Korruption und organisiertes Verbrechen ans Licht kamen. Italien führte eine Wahlrechtsreform durch und verabschiedete sich von dem früheren Konkordanzprinzip, es kam zu zahlreichen Neugründungen. Silvio Berlusconi wurde mit seiner Forza Italia 1994 zum Wahlsieger und schloss mit der rechtspopulistischen Lega Nord von Umberto Bossi ein Bündnis, womit das Phänomen des sogenannten Berlusconismus eingeleitet wurde. Berlusconi und Bossi regierten – mit Unterbrechungen – in einer Koalition, die jedoch von ständigen Neugründungen, Aufkündigungen, Wahlverlusten und knappen Mehrheiten geprägt war. Mehrere Regierungskrisen, Ausfälligkeiten der Regierungsmitglieder und Korruptionsskandale ließen das Vertrauen der Italiener in die Politik seitdem rapide sinken, während Berlusconi auf eine Entpolitisierung des öffentlichen Rundfunks hinarbeitete. Seine politischen Ziele – eine Entlastung des Mittelstandes und eine Verbesserung der wirtschaftlichen Situation Italiens – verfehlte Berlusconi hingegen, auch weil entsprechende Anstrengungen immer wieder von der Lega Nord torpediert wurden, die eine zu starke Belastung für Norditalien befürchtete.
Die Lega Nord versteht sich als Partei für den wirtschaftsstarken italienischen Norden (Padanien) und strebt eine größere Autonomie bis hin zur Souveränität an. Die inneritalienischen Ausgleichszahlungen an den ärmeren Süden sieht sie als Schmarotzertum und will diese kürzen oder ganz einstellen. Sie fährt einen stark neoliberalen Kurs und stützt sich vor allem auf die in Oberitalien starke Industrie. Dabei geriet sie in der Vergangenheit jedoch immer wieder mit dem Koalitionspartner Alleanza Nazionale in Konflikt, der die italienische Einheit bewahren wollte. Darüber hinaus gibt sich die Lega Nord rassistisch und islamfeindlich und versucht, eine gemeinsame norditalienische Identität herzustellen. Als gesellschaftliches Feindbild dienen ihr sowohl Muslime als auch illegal eingewanderte Afrikaner oder vermeintlich arbeitsscheue Süditaliener. Die Partei ist stark auf die Person Bossis ausgerichtet, der die politische Richtung mehr oder weniger im Alleingang vorgibt.
Nachfolgerin der Alleanza Nazionale wurde die als „postfaschistisch“ klassifizierte Partei Fratelli d’Italia („Brüder Italiens“) unter dem Vorsitz von Giorgia Meloni, die bei den Parlamentswahlen in Italien 2022 stärkste Kraft wurde.

### Niederlande

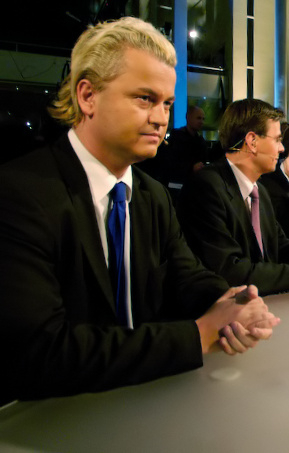
Geert Wilders bei der abschließenden Wahldebatte 2006

Bereits seit 1982 war die rechtspopulistische Centrumpartij im niederländischen Parlament mit einem Abgeordneten vertreten, Hans Janmaat. 1989 und 1994 zog er erneut ins Parlament ein. Bei den Wahlen 2002 wurde die Lijst Pim Fortuyn (LPF) auf Anhieb zweitstärkste Kraft. Ihr Gründer und Spitzenkandidat Pim Fortuyn hatte einen stark islamfeindlichen Wahlkampf geführt und war für die Abschaffung von Bürgerrechten für Muslime eingetreten; gleichzeitig hatte er sich aber etwa für die Rechte von Homosexuellen und Frauen sowie für die Demokratie eingesetzt, weil er diese vom Islam bedroht sah. Neun Tage vor der Parlamentswahl wurde er von einem militanten Tier- und Umweltschützer ermordet; die LPF bekam sehr viele Wählerstimmen und wurde ein Teil der Regierungskoalition des neuen Ministerpräsidenten Jan Peter Balkenende. Die Unerfahrenheit und Zerstrittenheit der meisten LPF-Parlamentarier untereinander führte schon nach 87 Tagen zum Sturz des Kabinetts. Bei der Neuwahl 2003 fiel die Zustimmung der Wähler drastisch, die LPF verschwand bei den Parlamentswahlen von 2006 gänzlich aus dem Parlament und löste sich zum 1. Januar 2008 schließlich auf, worauf neben anderen Rechtsparteien die Partij voor de Vrijheid (PVV) am meisten Erfolge errang: Unter dem ehemaligen VVD-Politiker Geert Wilders erreichte sie 2006 5,9 %, bei den Parlamentswahl 2010 konnte sie sich gar auf 15,5 % verbessern und toleriert seitdem eine Minderheitsregierung.
Im Zeichen dieser Erfolge wurde die niederländische Zuwanderungs- und Integrationspolitik deutlich restriktiver, und das Idealbild einer multikulturellen Gesellschaft wurde weitgehend aufgegeben. Gleichzeitig wurden die Auseinandersetzungen im politischen Diskurs polemischer und schärfer, und manche der etablierten Parteien näherten sich teilweise (rhetorisch und/oder tatsächlich) den Rechtspopulisten an.
Neben der umfassenden Ablehnung des Islam kritisieren LPF und PVV auch das stark auf Vermittlung und Konsens angelegte Regierungssystem der Niederlande. Beide Parteien lehnen eine stärkere europäische Einigung ab und betonen den niederländischen Nationalismus, unterstreichen aber zugleich die Bedeutung von Demokratie und Freiheit und setzen sich für die Integration von nichtmuslimischen Zugewanderten ein.
Den Erfolg der Rechtspopulisten begründen viele Politikwissenschaftler mit der Unzufriedenheit der Wähler mit der Konsensdemokratie: Ursprünglich sollte es die Teilhabe aller gesellschaftlichen Gruppen an der Politik gewährleisten. Da sich aber immer weniger Niederländer mit den traditionellen Milieus identifizieren, sehen sie ihre Interessen durch die verhandlungsorientierte „Hinterzimmerpolitik“ der etablierten Parteien nur unzureichend vertreten.
Der niederländische Soziologe Paul Scheffer sieht in den Wahlerfolgen einen ähnlichen gesellschaftlichen Umbruch wie in den 1960er Jahren:

„Wir stehen also am Schnittpunkt von zwei Entwicklungen: Die sozialen und kulturellen Spannungen haben zugenommen, während zugleich die Fähigkeit der klassischen Volksparteien abnimmt, diese Gegensätze zu überbrücken. In gewisser Weise ähneln die gegenwärtigen gesellschaftlichen Turbulenzen jenen der sechziger Jahre – mit einem großen Unterschied: Die damalige Rebellion stand im Zeichen der Suche nach mehr Freiheit, heute ist das Unbehagen vor allem ein Ausdruck der Sehnsucht nach mehr Sicherheit. Der Populismus lässt sich als eine Form des Protektionismus betrachten. Ein beträchtlicher Teil der Bevölkerung sucht Schutz und Sicherheit.“

Im September 2016 wurde das rechtspopulistische Forum voor Democratie gegründet. Das FVD vertritt neben klassischen Themen des Rechtspopulismus wie EU-Skepsis, Ablehnung übermäßiger Migration und Forderungen nach mehr direkter Demokratie auch für rechtspopulistische Parteien eher untypische Positionen.

## Einflussnahme Russlands zugunsten des Rechtspopulismus
Seit etwa 2014 ist eine wachsende Unterstützung rechtspopulistischer Parteien durch Russland zu beobachten. Die russische Unterstützung begründet sich in der Erkenntnis, dass nationalpopulistische Parteien die EU und NATO schwächen und somit eine verstärkte Einflussnahme Moskaus auf die Nationalstaaten ermöglichen. Der russische Oligarch Konstantin Malofejew organisierte 2014 ein Treffen in Wien, wo neben dem russischen Neofaschisten Alexander Dugin auch Heinz-Christian Strache von der FPÖ, Marion Maréchal-Le Pen vom Front National und Wolen Siderow von Ataka anwesend waren, Ziel war es, diese Parteien näher an die neo-eurasischen Vorstellungen Dugins auszurichten. Auch zu Alexander Gauland von der AfD unterhält Malofejew enge Kontakte.
Zugleich findet eine massive, teilweise erfolgreiche Desinformationskampagne in den sozialen Medien statt, so werden pro-russische Parteien wie die AfD oder rechtsgerichtete Vertreter der Republikaner unterstützt, Verschwörungstheorien verbreitet und Wahlen zugunsten pro-russischer Parteien oder Kandidaten manipuliert. Seit der Ukraine-Invasion 2022 werden diese Bemühungen intensiviert, um die Unterstützung für die Ukraine zu untergraben.

### Deutschland
Die AfD hat enge Kontakte zu russischen Theoretikern wie Sergei Karaganow und Alexander Dugin. Laut Soziologe Matthias Quent vereint beide Seiten eine „gemeinsame Ideologie im Kampf gegen den liberalen Westen und seine Werte“, mit der Absicht der AfD, mit Putins Hilfe „die Demokratie zu Fall zu bringen“. So habe der Thüringer Björn Höcke die neo-eurasische Ideologie Alexander Dugins weitgehend übernommen und gegen den ehemaligen Europawahl-Spitzenkandidaten Maximilian Krah wurden Vorermittlungen wegen mutmaßlichen Geldzahlungen von dem pro-russischen Oligarchen Oleg Woloschyn aufgenommen. Umgekehrt haben AfD-Vertreter als „Wahlbeobachter“ der nicht freien Präsidentschaftswahl in Russland 2024 teilgenommen und diese überschwänglich gelobt.

### Frankreich
Insbesondere der Rassemblement National hat enge Kontakte zu russischen Machtzirkeln. 2014 schrieb der Nouvel Observateur schrieb sogar, dass der Kreml den FN als dazu fähig hält, die Macht in Frankreich zu übernehmen und "den Weg der europäischen Geschichte zugunsten Moskaus" zu ändern. Des Weiteren bekam der FN ein Darlehen von 40 Millionen Euro durch die First Czech Russian Bank. Mutmaßlich im Gegenzug dazu stimmte die FN-Fraktion im Europaparlament gegen eine Resolution zur Verurteilung der Krim-Annexion 2014. Die britische Tageszeitung The Independent schrieb, dies "bringe Moskaus Versuche, die interne Politik der EU zu beeinflussen, auf ein neues Niveau (take Moscow's attempt to influence the internal politics of the EU to a new level)." Der englische The Guardian bezeichnete die Fraktion des FN im Europaparlament als "pro-russischen Block".

### Italien
Während einer Reise von Matteo Salvini nach Moskau im Oktober 2018 traf sich sein Pressesprecher Gianluca Savoini und weitere Italiener mit Vertrauten des russischen Präsidenten Wladimir Putin, um illegale Parteispenden an die Lega in Höhe von 65 Millionen US-Dollar auszuhandeln. Die Affäre kam im Juli 2019 durch heimlich erstellte Gesprächsaufnahmen an die Öffentlichkeit. In der Folge nahm die Staatsanwalt Italiens Ermittlungen gegen Salvini auf.

### Niederlande
Im April 2018 fand ein Treffen zwischen Alexander Dugin und dem niederländischen Rechtspopulisten Thierry Baudet statt. Dugin zeigte sich begeistert über Baudet und bezeichnete ihn als „Ticket für die Zukunft“. Baudet vertritt offen pro-russische Positionen, so macht er die Nato für die russische Invasion in der Ukraine verantwortlich. Der inzwischen aus der Partei ausgetretene Forum-voor-Democratie-Mitbegründer Henk Otten bezeichnete Baudet als "Manchurian candidate" des Kremls.

## Rechtspopulismus in Nord- und Südamerika

### USA
Donald Trumps Präsidentschaftswahlkampf 2015/16 stand nach zweimaligem Führungsaustausch unter der Leitung von Steve Bannon und war von starkem Rechtspopulismus gekennzeichnet.

### Brasilien
In Brasilien ist Jair Bolsonaro, von Januar 2019 bis Dezember 2022 Präsident Brasiliens, ein führender Vertreter des Rechtspopulismus.

### Chile
In Chile sind die von Johannes Kaiser gegründete Nationallibertären Partei, die Republikanische Partei von José Antonio Kast und die Christlich-Soziale Partei im Kongress vertreten.

## Autoritärer Nationalradikalismus
In der medialen Rezeption wird oft von Rechtspopulismus gesprochen, wobei die Begriffe Rechtspopulismus und Rechtsextremismus relativ unscharf sind, aber gegenseitig korrespondieren. Der Rechtspopulismus gilt als Phänomen der Politik, Rechtsextremismus als Phänomen der Gewalt gegen Minderheiten oder Andersdenkende. Beide Phänomene verfolgen ähnliche Ziele und nutzen die gleichen Ideale, wenn auch in sehr unterschiedlichen Ausprägungen oder Positionen. Der Soziologe Wilhelm Heitmeyer schlägt den Begriff des „autoritären Nationalradikalismus“ vor, da beide Phänomene darauf abzielen, Institutionen zu destabilisieren, die wichtig für die Gesellschaft seien.